# Inkigayo

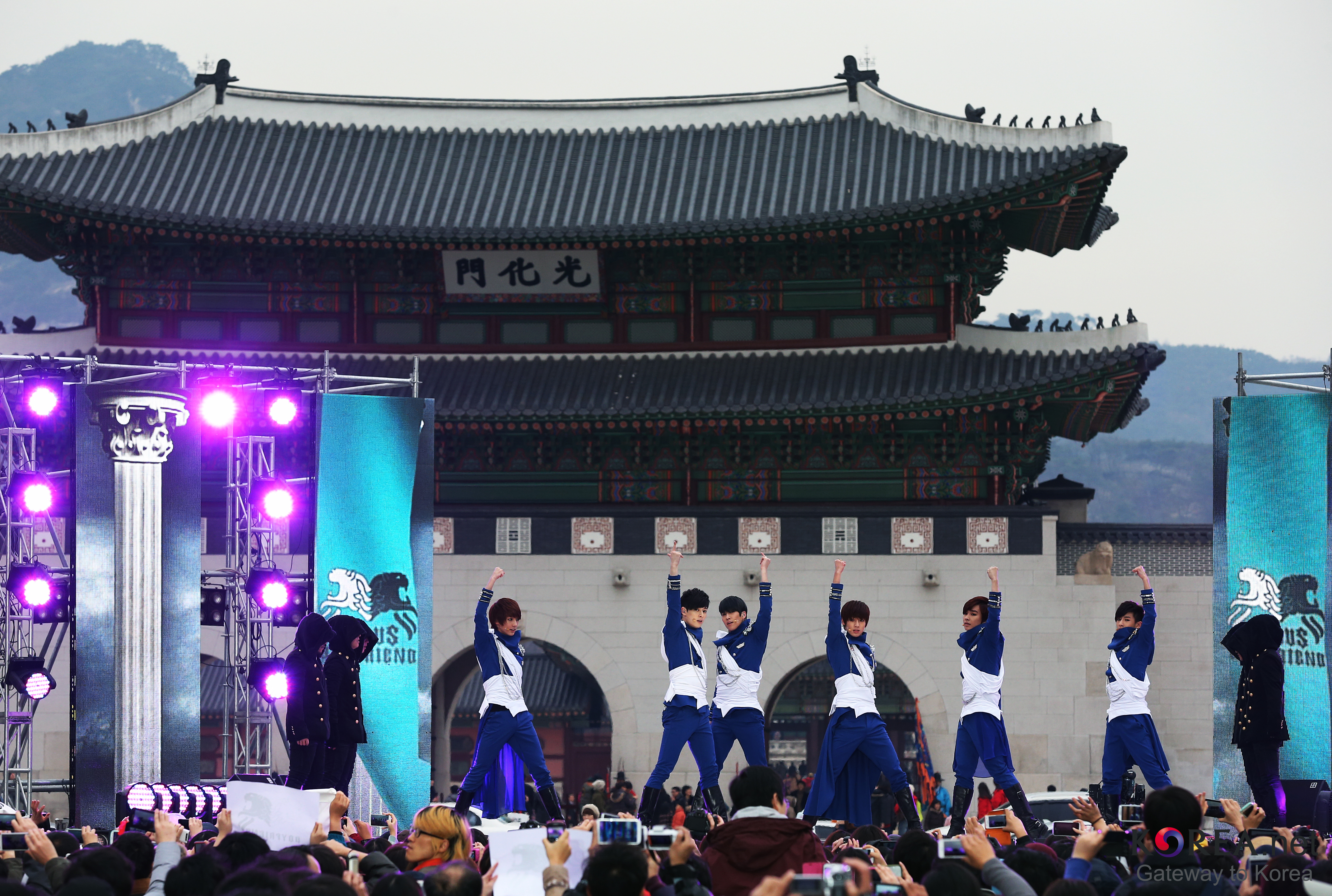
Extrait de l'émission Inkigayologo

L'Inkigayo (coréen : 인기가요, aussi nommé The Music Trend), initialement nommée Popular Song, est une émission de télévision sud-coréenne diffusée sur SBS, animée par Han Yu-jin (Zerobaseone), Leeseo (IVE) et l'acteur Moon Sung-hyun. Cette émission est diffusée tous les dimanches à 15h30.

## Présentateurs

### SBS Popular Song(1991–1993)
| Date                                | Présentateurs            |
| ----------------------------------- | ------------------------ |
| 15 décembre 1991 – 29 décembre 1992 | Seo Sae-won              |
| 2 mai – 20 juin 1993                | Bae Chul-su, Kim Hee-sun |

### SBS Popular Song(1998–2007)
| Date                               | Présentateurs                |
| ---------------------------------- | ---------------------------- |
| 1er mars – 24 mai 1998             | Kim Seung-hyun, Jun Ji-hyun  |
| 28 juin – 29 novembre 1998         | Lee Dong-gun, Kim Gyu-ri     |
| 6 décembre 1998 – 16 avril 2000    | Kim Jin, Kim So-yeon         |
| 23 avril – 31 décembre 2000        | Ahn Jae-mo, Kim Min-hee      |
| 7 janvier – 9 mars 2001            | Ahn Jae-mo, Son Tae-young    |
| 18 mars – 29 juillet 2001          | Song Chang-hwan, So Yoo-jin  |
| 5 août 2001 – 13 janvier 2002      | Lee Jong-su, So Yoo-jin      |
| 20 janvier – 18 août 2002          | Kim Jae-won, Kim Jung-hwa    |
| 25 août 2002 – 2 février 2003      | Kim Jeong-hoon, Kim Jung-hwa |
| 9 février – 24 août 2003           | Kangta, Yu-min               |
| 7 septembre 2003 – 24 octobre 2004 | Kim Dong-wan, Park Han-byul  |
| 31 octobre 2004 – 5 juin 2005      | Kim Dong-wan, Han Ye-seul    |
| 12 juin – 23 octobre 2005          | Andy, Park Hye-won           |
| 20 novembre 2005 – 16 avril 2006   | Andy, Han Hyo-joo            |
| 23 avril 2006 – 18 février 2007    | Kim Hee-chul, Ku Hye-sun     |

### Inkigayo (The Music Trend)(2007–présent)
| Date                                | Présentateurs                                 |
| ----------------------------------- | --------------------------------------------- |
| 25 février – 7 octobre 2007         | Kim Hee-chul, Jang Keun-suk                   |
| 11 novembre 2007 – 4 mai 2008       | Kim Hee-chul, Song Ji-hyo                     |
| 11 mai – 30 novembre 2008           | Eun Ji-won, Huh E-jae                         |
| 18 décembre 2008 – 19 juillet 2009  | Eun Ji-won, Yu Seul-ah, Lee Hong-ki           |
| 26 juillet 2009 – 24 janvier 2010   | Ha Yeon-joo, Taecyeon, Wooyoung               |
| 7 février – 11 juillet 2010         | Taecyeon, Wooyoung, Sulli                     |
| 18 juillet 2010 – 13 mars 2011      | Jung Yong-hwa, Sulli, Jo Kwon                 |
| 20 mars – 13 novembre 2011          | Jo Kwon, Sulli, Lee Gi-kwang, IU              |
| 20 novembre 2011 – 27 mai 2012      | Goo Ha-ra, IU, Nicole                         |
| 3 juin – 19 août 2012               | Goo Ha-ra, Lee Jong-suk, Nicole               |
| 26 août – 2 décembre 2012           | IU, Lee Jong-suk                              |
| 16 décembre 2012 – 28 juillet 2013  | IU, Hwang Kwang-hee, Lee Hyun-woo             |
| 4 août 2013 – 26 janvier 2014       | Hwang Kwang-hee, Lee Hyun-woo, Minah          |
| 2 février – 9 novembre 2014         | Hwang Kwang-hee, Lee Yu-bi, Suho, Baekhyun    |
| 16 novembre – 14 décembre 2014      | Hwang Kwang-hee, Kim Yoo-jung, Suho, Baekhyun |
| 28 décembre 2014 – 5 avril 2015     | Hwang Kwang-hee, Kim Yoo-jung, Hong Jong-hyun |
| 12 avril 2015 – 30 août 2015        | Kim Yoo-jung, Hong Jong-hyun, Jackson         |
| 5 septembre 2015                    | Kim Yoo-jung, Jackson                         |
| 13 septembre 2015 – 3 avril 2016    | Kim Yoo-jung, Jackson Wang, Yook Sungjae      |
| 10 avril 2016 – 29 mai 2016         | Jackson Wang, Yook Sungjae                    |
| 3 juillet 2016 – 22 janvier 2017    | Gong Seung-yeon, Jeongyeon, Kim Min-seok      |
| 5 février 2017 – 4 février 2018     | Jinyoung, Jisoo, Doyoung                      |
| 18 février 2018 – 28 octobre 2018   | Mingyu, Chaeyeon, Song Kang                   |
| 11 novembre 2018 – 3 février 2019   | Mingyu, Chaeyeon                              |
| 17 février 2019 – 6 octobre 2019    | Mingyu, Shin Eun-soo                          |
| 20 octobre 2019 – 28 février 2021   | Minhyuk, Jaehyun, Naeun                       |
| 7 mars 2021 - 3 avril 2022          | Jihoon, Sungchan, Yujin                       |
| 26 septembre 2021 - 17 octobre 2021 | Jihoon, Sungchan, Yuna                        |
| 3 avril 2022 - 2 avril 2023         | Roh Jeong-eui, Yeonjun, Seo Bum-jun           |
| 9 avril 2023 - 16 juillet 2023      | Hyungwon, Kim Ji-eun                          |
| 23 juillet 2023 - 14 avril 2024     | Yeonjun, Park Ji-hoo, Woonhak                 |
| 28 avril 2024 - Présent             | Han Yu-jin, Leeseo, Moon Sung-hyun            |

### MC Spécial
| Date              | Présentateurs                            |
| ----------------- | ---------------------------------------- |
| 5 septembre 2021  | Jihoon, Sungchan, Somi                   |
| 12 septembre 2021 | Jihoon, Sungchan, Sieun                  |
| 19 septembre 2021 | Jihoon, Sungchan, Yoon                   |
| 9 juillet 2023    | Jihoon, Key                              |
| 6 août 2023       | Park Ji Hu, Woonhak et Jihoon            |
| 13 août 2023      | Park Ji Hu, Woonhak et Younghoon         |
| 10 septembre 2023 | Woonhak, Jaehyun et Yoon                 |
| 17 septembre 2023 | Park Ji Hu, Woonhak et Sungchan (RIIZE)  |
| 8 octobre 2023    | Park Ji Hu, Woonhak et Yunho             |
| 15 octobre 2023   | Choi Yeon-jun, Woonhak et Ahn Yujin      |
| 5 novembre 2023   | Park Ji-hoo, Woonhak et Sungchan (RIIZE) |

## Liste des vainqueurs

### 1998
| Date         | Artiste                  | Chanson                  |
| ------------ | ------------------------ | ------------------------ |
| 1er février  | Sharp (en)               | December                 |
| 8 février    | Sharp (en)               | December                 |
| 15 février   | Sharp (en)               | December                 |
| 22 février   | S.E.S.                   | I'm Your Girl            |
| 1er mars     | S.E.S.                   | I'm Your Girl            |
| 8 mars       | Park Jin-young           | Honey                    |
| 15 mars      | Park Jin-young           | Honey                    |
| 22 mars      | Shin Seung-hun (en)      | A Promise I Can't Follow |
| 29 mars      | Shin Seung-hun (en)      | A Promise I Can't Follow |
| 5 avril      | Shin Seung-hun (en)      | A Promise I Can't Follow |
| 12 avril     | S.E.S.                   | Oh, My Love              |
| 19 avril     | Cool (en)                | Sorrow                   |
| 26 avril     | Cool (en)                | Sorrow                   |
| 3 mai        | Cool (en)                | Sorrow                   |
| 10 mai       | Cool (en)                | Sorrow                   |
| 17 mai       | Im Chang-jung (en)       | Be A Star                |
| 24 mai       | Im Chang-jung (en)       | Be A Star                |
| 31 mai       | Pas d'émission / gagnant | Pas d'émission / gagnant |
| 7 juin       | Yoo Seung-jun            | NaNaNa                   |
| 14 juin      | Yoo Seung-jun            | NaNaNa                   |
| 21 juin      | Yoo Seung-jun            | NaNaNa                   |
| 28 juin      | Yoo Seung-jun            | NaNaNa                   |
| 5 juillet    | Diva (en)                | Why Do U Call Me         |
| 12 juillet   | Kim Min-jong (en)        | Sincere Love             |
| 19 juillet   | Kim Min-jong (en)        | Sincere Love             |
| 26 juillet   | Kim Min-jong (en)        | Sincere Love             |
| 2 août       | Kim Min-jong (en)        | Sincere Love             |
| 9 août       | Kim Hyun-jung (en)       | Breakup With Her         |
| 16 août      | Kim Hyun-jung (en)       | Breakup With Her         |
| 23 août      | Sechs Kies (en)          | Road Fighter             |
| 30 août      | Sechs Kies (en)          | Road Fighter             |
| 6 septembre  | Fin.K.L                  | To My Boyfriend          |
| 13 septembre | Fin.K.L                  | To My Boyfriend          |
| 20 septembre | Uhm Jung-hwa             | Poison                   |
| 27 septembre | Sechs Kies (en)          | Reckless Love            |
| 4 octobre    | Uhm Jung-hwa             | Poison                   |
| 11 octobre   | Sechs Kies (en)          | Reckless Love            |
| 18 octobre   | H.O.T.                   | Line Up                  |
| 25 octobre   | Pas d'émission / gagnant | Pas d'émission / gagnant |
| 1er novembre | Pas d'émission / gagnant | Pas d'émission / gagnant |
| 8 novembre   | H.O.T.                   | Line Up                  |
| 15 novembre  | Fin.K.L                  | Ruby                     |
| 22 novembre  | Sharp (en)               | I Got a Girlfriend       |
| 29 novembre  | H.O.T.                   | Hope                     |
| 6 décembre   | H.O.T.                   | Hope                     |
| 13 décembre  | H.O.T.                   | Hope                     |
| 20 décembre  | Sechs Kies (en)          | Couple                   |
| 27 décembre  | Pas d'émission / gagnant | Pas d'émission / gagnant |

### 1999
| Date         | Artiste                  | Chanson                  |
| ------------ | ------------------------ | ------------------------ |
| 3 janvier    | Sechs Kies (en)          | Couple                   |
| 10 janvier   | S.E.S.                   | Dreams Come True         |
| 17 janvier   | Sharp (en)               | X                        |
| 24 janvier   | 1TYM                     | 1TYM                     |
| 31 janvier   | S.E.S.                   | I Love You               |
| 7 février    | 1TYM                     | 1TYM                     |
| 14 février   | 1TYM                     | 1TYM                     |
| 21 février   | Pas d'émission / gagnant | Pas d'émission / gagnant |
| 28 février   | S.E.S.                   | I Love You               |
| 7 mars       | S.E.S.                   | I Love You               |
| 14 mars      | Cool (en)                | Misery                   |
| 21 mars      | Roo'ra (en)              | Good                     |
| 28 mars      | Roo'ra (en)              | Good                     |
| 4 avril      | Roo'ra (en)              | Good                     |
| 11 avril     | Kim Hyun-jung (en)       | Separation Can Come Back |
| 18 avril     | Kim Hyun-jung (en)       | Separation Can Come Back |
| 25 avril     | Kim Min-jong (en)        | One's Earnest Prayer     |
| 2 mai        | Im Chang-jung (en)       | Love Affair              |
| 9 mai        | Yoo Seung-jun            | Passion                  |
| 16 mai       | Yoo Seung-jun            | Passion                  |
| 23 mai       | Pas d'émission / gagnant | Pas d'émission / gagnant |
| 30 mai       | Yoo Seung-jun            | Passion                  |
| 6 juin       | Pas d'émission / gagnant | Pas d'émission / gagnant |
| 13 juin      | Fin.K.L                  | Forever Love             |
| 20 juin      | Fin.K.L                  | Forever Love             |
| 27 juin      | Fin.K.L                  | Forever Love             |
| 4 juillet    | Shinhwa                  | T.O.P                    |
| 11 juillet   | Yoo Seung-jun            | Sad Silence              |
| 18 juillet   | Shinhwa                  | T.O.P                    |
| 25 juillet   | Uhm Jung-hwa             | I Don't Know             |
| 1er août     | Fin.K.L                  | Forever Love             |
| 8 août       | Country Kko Kko          | One Heart                |
| 15 août      | Shinhwa                  | YO!                      |
| 22 août      | Shinhwa                  | YO!                      |
| 29 août      | Baby V.O.X               | Get Up                   |
| 5 septembre  | Park Ji-yoon             | Go Away                  |
| 12 septembre | Sechs Kies (en)          | Com' Back                |
| 19 septembre | Sechs Kies (en)          | Com' Back                |
| 26 septembre | Sechs Kies (en)          | Com' Back                |
| 3 octobre    | H.O.T.                   | I Yah                    |
| 10 octobre   | H.O.T.                   | I Yah                    |
| 17 octobre   | Pas d'émission / gagnant | Pas d'émission / gagnant |
| 24 octobre   | H.O.T.                   | I Yah                    |
| 31 octobre   | Baby V.O.X               | Killer                   |
| 7 novembre   | Sechs Kies (en)          | Premonition              |
| 14 novembre  | Jo Sung-mo (en)          | For Your Soul            |
| 21 novembre  | Sechs Kies (en)          | Premonition              |
| 28 novembre  | Lee Jeong-hyeon          | Wa                       |
| 5 décembre   | Lee Jeong-hyeon          | Wa                       |
| 12 décembre  | Fin.K.L                  | To My Prince             |
| 19 décembre  | Yoo Seung-jun            | Vision                   |
| 26 décembre  | Yoo Seung-jun            | Vision                   |

### 2000
| Émission | Date         | Artiste                  | Chanson                  |
| -------- | ------------ | ------------------------ | ------------------------ |
| 89       | 2 janvier    | Yoo Seung-jun            | Vision                   |
| 90       | 9 janvier    | g.o.d                    | Love and Memory          |
| 91       | 16 janvier   | Lee Jeong-hyeon          | Change                   |
| 92       | 23 janvier   | S.E.S.                   | Twilight Zone            |
| 93       | 30 janvier   | SKY                      | Forever                  |
| —        | 6 février    | Pas d'émission / gagnant | Pas d'émission / gagnant |
| 94       | 13 février   | Yoo Seung-jun            | Love Song                |
| 95       | 20 février   | Yoo Seung-jun            | Love Song                |
| 96       | 27 février   | Jo Sung-mo (en)          | Thorn Tree               |
| 97       | 5 mars       | g.o.d                    | Sorrow                   |
| 98       | 12 mars      | g.o.d                    | Sorrow                   |
| 99       | 19 mars      | g.o.d                    | Sorrow                   |
| 100      | 26 mars      | Im Chang-jung (en)       | My Lover                 |
| 101      | 4 avril      | Im Chang-jung (en)       | My Lover                 |
| 102      | 9 avril      | g.o.d.                   | Friday Night             |
| 103      | 16 avril     | g.o.d.                   | Friday Night             |
| 104      | 23 avril     | g.o.d.                   | Friday Night             |
| 105      | 30 avril     | Chakra                   | Hate                     |
| 106      | 7 mai        | Kim Min-jong (en)        | Why                      |
| 107      | 14 mai       | Kim Min-jong (en)        | Why                      |
| 108      | 21 mai       | Kim Min-jong (en)        | Why                      |
| —        | 28 mai       | Pas d'émission / gagnant | Pas d'émission / gagnant |
| 109      | 4 juin       | 1TYM                     | One Love                 |
| 110      | 11 juin      | Baek Ji-young            | Dash                     |
| 111      | 18 juin      | Baek Ji-young            | Dash                     |
| 112      | 25 juin      | J (en)                   | Like Yesterday           |
| 113      | 2 juillet    | Kim Hyun-jung (en)       | Bruise                   |
| 114      | 9 juillet    | Shinhwa                  | Only One                 |
| 115      | 16 juillet   | Shinhwa                  | Only One                 |
| 116      | 23 juillet   | Country Kko Kko          | Oh! Do You Leave Me?     |
| 117      | 30 juillet   | Country Kko Kko          | Oh! Do You Leave Me?     |
| 118      | 6 août       | Lee Jeong-hyeon          | You                      |
| 119      | 13 août      | Lee Jeong-hyeon          | You                      |
| 120      | 20 août      | Baek Ji-young            | Sad Salsa                |
| 121      | 27 août      | Shinhwa                  | All Your Dreams          |
| 122      | 3 septembre  | Hong Kyung-min (en)      | Broken Friendship        |
| 123      | 10 septembre | Hong Kyung-min (en)      | Broken Friendship        |
| —        | 17 septembre | Pas d'émission / gagnant | Pas d'émission / gagnant |
| 124      | 24 septembre | Jo Sung-mo (en)          | Do You Know              |
| —        | 1er octobre  | Pas d'émission / gagnant | Pas d'émission / gagnant |
| 125      | 8 octobre    | Jo Sung-mo (en)          | Do You Know              |
| 126      | 15 octobre   | Jo Sung-mo (en)          | Do You Know              |
| 127      | 22 octobre   | H.O.T.                   | Outside Castle           |
| 128      | 29 octobre   | H.O.T.                   | Outside Castle           |
| 129      | 5 novembre   | H.O.T.                   | Outside Castle           |
| 130      | 12 novembre  | Fin.K.L                  | Now                      |
| 131      | 19 novembre  | Fin.K.L                  | Now                      |
| 132      | 26 novembre  | Fin.K.L                  | Now                      |
| 133      | 3 décembre   | g.o.d                    | Lies                     |
| 134      | 10 décembre  | g.o.d                    | Lies                     |
| 135      | 17 décembre  | g.o.d                    | Lies                     |
| 136      | 24 décembre  | Yoo Seung-jun            | I'll Be Back             |
| —        | 31 décembre  | Pas d'émission / gagnant | Pas d'émission / gagnant |

### 2001
| Émission | Date         | Artiste                  | Chanson                  |
| -------- | ------------ | ------------------------ | ------------------------ |
| 137      | 7 janvier    | Yoo Seung-jun            | I'll Be Back             |
| 138      | 14 janvier   | Yoo Seung-jun            | I'll Be Back             |
| 139      | 21 janvier   | Im Chang-jung (en)       | You're Like Me           |
| 140      | 28 janvier   | Im Chang-jung (en)       | You're Like Me           |
| 141      | 4 février    | g.o.d                    | I Need You               |
| 142      | 11 février   | g.o.d                    | I Need You               |
| 143      | 18 février   | S.E.S.                   | Show Me Your Love        |
| 144      | 25 février   | S.E.S.                   | Show Me Your Love        |
| 145      | 4 mars       | Position                 | I Love You               |
| 146      | 11 mars      | Position                 | I Love You               |
| 147      | 18 mars      | Position                 | I Love You               |
| 148      | 25 mars      | Lee Ji-hoon (en)         | Doll                     |
| 149      | 1er avril    | Cha Tae-hyun             | I Love You               |
| 150      | 8 avril      | Jinusean                 | A-Yo                     |
| 151      | 15 avril     | Sharp (en)               | Sweety                   |
| 152      | 22 avril     | Sharp (en)               | Sweety                   |
| 153      | 29 avril     | Chakra                   | End                      |
| 154      | 6 mai        | PSY                      | Bird                     |
| 155      | 13 mai       | Fin.K.L                  | You'll Never Know        |
| —        | 20 mai       | Pas d'émission / gagnant | Pas d'émission / gagnant |
| 156      | 27 mai       | Fin.K.L                  | You'll Never Know        |
| 157      | 3 juin       | Drunken Tiger            | Good Life                |
| 158      | 10 juin      | Drunken Tiger            | Good Life                |
| 159      | 17 juin      | Click-B (en)             | Undefeatable             |
| 160      | 24 juin      | PSY                      | End                      |
| 161      | 1er juillet  | Sharp (en)               | 100 Days Prayer          |
| 162      | 8 juillet    | Kim Gun-mo               | I'm Sorry                |
| 163      | 15 juillet   | Kim Gun-mo               | I'm Sorry                |
| 164      | 22 juillet   | Kim Gun-mo               | I'm Sorry                |
| 165      | 29 juillet   | MC The Max (ko)          | Because of Love          |
| 166      | 5 août       | Park Jin-young           | I Have A Woman           |
| 167      | 12 août      | Cool (en)                | Jumpo Mambo              |
| 168      | 19 août      | Cool (en)                | Jumpo Mambo              |
| 169      | 26 août      | UN (en)                  | Ocean Wave               |
| 170      | 2 septembre  | S.E.S.                   | Just In Love             |
| 171      | 9 septembre  | Shinhwa                  | Hey, Come On             |
| 172      | 16 septembre | Shinhwa                  | Hey, Come On             |
| 173      | 23 septembre | Im Chang-jung (en)       | Reason to Wait           |
| 174      | 30 septembre | Im Chang-jung (en)       | Reason to Wait           |
| 175      | 7 octobre    | Yoo Seung-jun            | Wow                      |
| 176      | 14 octobre   | Yoo Seung-jun            | Wow                      |
| 177      | 21 octobre   | Yoo Seung-jun            | Wow                      |
| 178      | 28 octobre   | Wax (en)                 | Redoing My Makeup        |
| 179      | 4 novembre   | Lee Ki-chan (en)         | Love Has Left Again      |
| 180      | 11 novembre  | Lee Ki-chan (en)         | Love Has Left Again      |
| 181      | 18 novembre  | UN (en)                  | Gift                     |
| 182      | 25 novembre  | Kim Min-jong (en)        | You're My Life           |
| 183      | 2 décembre   | Jang Na-ra               | Confession               |
| 184      | 9 décembre   | g.o.d                    | Road                     |
| 185      | 16 décembre  | g.o.d                    | Road                     |
| 186      | 23 décembre  | g.o.d                    | Road                     |
| —        | 30 décembre  | Pas d'émission / gagnant | Pas d'émission / gagnant |

### 2002
| Émission | Date          | Artiste                  | Chanson                      |
| -------- | ------------- | ------------------------ | ---------------------------- |
| 187      | 6 janvier     | Yoon Mi-rae              | As Time Goes By              |
| 188      | 13 janvier    | Sharp (en)               | My Lips... Warm Like Coffee  |
| 189      | 20 janvier    | Jang Na-ra               | April Story                  |
| 190      | 27 janvier    | g.o.d                    | Place Where You Need To Be   |
| 191      | 3 février     | g.o.d                    | Place Where You Need To Be   |
| 192      | 10 février    | g.o.d                    | Place Where You Need To Be   |
| 193      | 17 février    | jtL (en)                 | A Better Day                 |
| 194      | 24 février    | jtL (en)                 | A Better Day                 |
| 195      | 3 mars        | jtL (en)                 | A Better Day                 |
| 196      | 10 mars       | S.E.S.                   | U                            |
| 197      | 17 mars       | S.E.S.                   | U                            |
| 198      | 24 mars       | S.E.S.                   | U                            |
| 199      | 31 mars       | Fin.K.L                  | Forever                      |
| 200      | 7 avril       | Fin.K.L                  | Forever                      |
| 201      | 14 avril      | Fin.K.L                  | Forever                      |
| 202      | 21 avril      | Shinhwa                  | Perfect Man                  |
| 203      | 28 avril      | Shinhwa                  | Perfect Man                  |
| 204      | 5 mai         | Shinhwa                  | Perfect Man                  |
| 205      | 12 mai        | BoA                      | No.1                         |
| 206      | 19 mai        | BoA                      | No.1                         |
| 207      | 26 mai        | BoA                      | No.1                         |
| 208      | 2 juin        | Country Kko Kko          | Conga                        |
| 209      | 9 juin        | Baby V.O.X               | By Chance                    |
| 210      | 16 juin       | Baby V.O.X               | By Chance                    |
| 211      | 23 juin       | Im Chang-jung (en)       | Sad Monologue                |
| 212      | 30 juin       | Im Chang-jung (en)       | Sad Monologue                |
| 213      | 7 juillet     | Im Chang-jung (en)       | Sad Monologue                |
| 214      | 14 juillet    | Fly to the Sky (en)      | Sea of Love                  |
| 215      | 21 juillet    | Fly to the Sky (en)      | Sea of Love                  |
| 216      | 28 juillet    | Wheesung                 | Can't You, Please            |
| 217      | 4 août        | Wheesung                 | Can't You, Please            |
| 218      | 11 août       | Cool (en)                | Truth                        |
| 219      | 18 août       | Cool (en)                | Truth                        |
| 220      | 25 août       | Sung Si-kyung            | We're A Well-Assorted Couple |
| 221      | 1er septembre | Moon Hee-joon (en)       | Generous...                  |
| 222      | 8 septembre   | Wax (en)                 | A Request From You           |
| 223      | 15 septembre  | Wax (en)                 | A Request From You           |
| —        | 22 septembre  | Pas d'émission / gagnant | Pas d'émission / gagnant     |
| 224      | 29 septembre  | Kim Hyun-jung (en)       | Show Revolution              |
| 225      | 6 octobre     | Rain                     | Instead of Saying Goodbye    |
| 226      | 13 octobre    | Kangta                   | Memories                     |
| 227      | 20 octobre    | Lee Soo-young (en)       | La La La                     |
| —        | 27 octobre    | Pas d'émission / gagnant | Pas d'émission / gagnant     |
| 228      | 3 novembre    | Jang Na-ra               | Sweet Dream                  |
| 229      | 10 novembre   | BoA                      | VALENTI                      |
| 230      | 17 novembre   | Park Hyo-shin            | Good Person                  |
| 231      | 24 novembre   | Park Hyo-shin            | Good Person                  |
| 232      | 1er décembre  | PSY                      | Champion                     |
| 233      | 8 décembre    | YG Family                | Turn It Up                   |
| 234      | 15 décembre   | UN (en)                  | Miracle                      |
| 235      | 22 décembre   | UN (en)                  | Miracle                      |
| —        | 30 décembre   | Pas d'émission / gagnant | Pas d'émission / gagnant     |

### 2003
| Épisode | Date         | Artiste                  | Chanson                    |
| ------- | ------------ | ------------------------ | -------------------------- |
| 236     | 5 janvier    | Lee Ki-chan (en)         | A Cold                     |
| 237     | 12 janvier   | Boohwal (en)             | Never Ending Story         |
| 238     | 19 janvier   | Boohwal (en)             | Never Ending Story         |
| 239     | 26 janvier   | Jang Na-ra               | Snow Man                   |
| —       | 2 février    | Pas d'émission / gagnant | Pas d'émission / gagnant   |
| 240     | 9 février    | Shinhwa                  | Your Wedding               |
| 241     | 16 février   | Shinhwa                  | Your Wedding               |
| —       | 23 février   | Pas d'émission / gagnant | Pas d'émission / gagnant   |
| 242     | 2 mars       | g.o.d                    | 0%                         |
| 243     | 9 mars       | Lee Soo-young (en)       | Good-bye                   |
| 244     | 16 mars      | Click-B (en)             | Cowboy                     |
| 245     | 23 mars      | NRG (en)                 | Hit Song                   |
| 246     | 30 mars      | Park Ji-yoon             | DJ                         |
| 247     | 6 avril      | Kim Gun-mo               | My Son                     |
| 248     | 13 avril     | NRG (en)                 | Hit Song                   |
| 249     | 20 avril     | Jo Sung-mo (en)          | Piano                      |
| 250     | 27 avril     | Ahn Jae-wook (en)        | Friend                     |
| 251     | 4 mai        | Se7en                    | Come Back To Me            |
| 252     | 11 mai       | Se7en                    | Come Back To Me            |
| —       | 18 mai       | Pas d'émission / gagnant | Pas d'émission / gagnant   |
| —       | 25 mai       | Pas d'émission / gagnant | Pas d'émission / gagnant   |
| 253     | 1er juin     | Baby V.O.X               | What Should I D            |
| 254     | 8 juin       | Cha Tae-hyun             | Again To Me                |
| 255     | 15 juin      | Cha Tae-hyun             | Again To Me                |
| 256     | 22 juin      | BoA                      | Atlantis Princess          |
| 257     | 29 juin      | Koyote                   | Emergency                  |
| 258     | 6 juillet    | BoA                      | Atlantis Princess          |
| 259     | 13 juillet   | BoA                      | Atlantis Princess          |
| 260     | 20 juillet   | Im Chang-jung (en)       | A Glass of Soju            |
| —       | 27 juillet   | Pas d'émission / gagnant | Pas d'émission / gagnant   |
| 261     | 3 août       | Cool (en)                | If You Will Get Married    |
| 262     | 10 août      | Cool (en)                | If You Will Get Married    |
| 263     | 17 août      | Cool (en)                | If You Will Get Married    |
| 264     | 24 août      | Fly to the Sky (en)      | Missing You                |
| 265     | 31 août      | Fly to the Sky (en)      | Missing You                |
| 266     | 7 septembre  | Lee Hyori                | 10minutes                  |
| 267     | 14 septembre | Lee Hyori                | 10minutes                  |
| 268     | 21 septembre | Lee Hyori                | 10minutes                  |
| 269     | 28 septembre | jtL (en)                 | Without Your Love          |
| 270     | 5 octobre    | Wheesung                 | With Me                    |
| 271     | 12 octobre   | Wheesung                 | With Me                    |
| 272     | 19 octobre   | S (en)                   | I Swear                    |
| 273     | 26 octobre   | S (en)                   | I Swear                    |
| 274     | 2 novembre   | S (en)                   | I Swear                    |
| 275     | 9 novembre   | Rain                     | Ways to Avoid the Sun (en) |
| —       | 16 novembre  | Pas d'émission / gagnant | Pas d'émission / gagnant   |
| 276     | 23 novembre  | Rain                     | Ways to Avoid the Sun (en) |
| 277     | 30 novembre  | Rain                     | Ways to Avoid the Sun (en) |
| 278     | 7 décembre   | Wheesung                 | The Day We Meet Again      |
| 279     | 14 décembre  | Lexy (en)                | Greenhorn                  |
| 280     | 21 décembre  | Lexy (en)                | Greenhorn                  |
| 281     | 28 décembre  | Sung Si-kyung            | Endure                     |

### 2004
| Épisode | Date         | Artiste                  | Chanson                  |
| ------- | ------------ | ------------------------ | ------------------------ |
| 282     | 4 janvier    | Jang Na-ra               | "Pray"                   |
| 283     | 11 janvier   | Jang Na-ra               | "Pray"                   |
| 284     | 18 janvier   | MC The Max (ko)          | "Love's Poem"            |
| 285     | 25 janvier   | MC The Max (ko)          | "Love's Poem"            |
| 286     | 1er février  | 1TYM                     | "Hot"                    |
| 287     | 8 février    | 1TYM                     | "Hot"                    |
| 288     | 15 février   | MC The Max (ko)          | "Love's Poem"            |
| 289     | 22 février   | 1TYM                     | "Hot"                    |
| 290     | 29 février   | Tei (en)                 | "Love Leaves A Scent"    |
| 291     | 7 mars       | Tei (en)                 | "Love Leaves A Scent"    |
| 292     | 14 mars      | Tei (en)                 | "Love Leaves A Scent"    |
| 293     | 21 mars      | MC The Max (ko)          | "When The Tears Lay"     |
| 294     | 28 mars      | TVXQ                     | "Hug"                    |
| 295     | 4 avril      | TVXQ                     | "Hug"                    |
| 296     | 11 avril     | TVXQ                     | "Hug"                    |
| 297     | 18 avril     | Koyote                   | "Disco King"             |
| —       | 25 avril     | Pas d'émission / gagnant | Pas d'émission / gagnant |
| 298     | 2 mai        | Koyote                   | "Disco King"             |
| 299     | 9 mai        | Cho PD                   | "My Friend"              |
| 300     | 16 mai       | Koyote                   | "Disco King"             |
| 301     | 23 mai       | Cho PD                   | "My Friend"              |
| 302     | 30 mai       | MC Mong (en)             | "180 Degrees"            |
| —       | 6 juin       | Pas d'émission / gagnant | Pas d'émission / gagnant |
| —       | 13 juin      | Pas d'émission / gagnant | Pas d'émission / gagnant |
| 303     | 20 juin      | MC Mong (en)             | "180 Degrees"            |
| 304     | 27 juin      | Koyote                   | "Fireworks"              |
| 305     | 4 juillet    | BoA                      | "My Name"                |
| 306     | 11 juillet   | BoA                      | "My Name"                |
| 307     | 18 juillet   | BoA                      | "My Name"                |
| 308     | 25 juillet   | Tim (en)                 | "I Said Thanks..."       |
| 309     | 1er août     | Lyn (en)                 | "Used to Love"           |
| 310     | 8 août       | Se7en                    | "Passion"                |
| 311     | 15 août      | Se7en                    | "Passion"                |
| 312     | 22 août      | Lee Seung-gi             | "Because You're My Girl" |
| 313     | 29 août      | Se7en                    | "Passion"                |
| 314     | 5 septembre  | TVXQ                     | "The Way U Are"          |
| 315     | 12 septembre | BoA                      | "Spark"                  |
| 316     | 19 septembre | BoA                      | "Spark"                  |
| 317     | 26 septembre | Kim Jong-kook            | "One Man"                |
| 318     | 3 octobre    | Kim Jong-kook            | "One Man"                |
| 319     | 10 octobre   | Shinhwa                  | "Brand New"              |
| 320     | 17 octobre   | Shinhwa                  | "Brand New"              |
| —       | 24 octobre   | Pas d'émission / gagnant | Pas d'émission / gagnant |
| 321     | 31 octobre   | Gummy                    | "Loss of Memory"         |
| 322     | 7 novembre   | Rain                     | "It's Raining"           |
| —       | 14 novembre  | Pas d'émission / gagnant | Pas d'émission / gagnant |
| 323     | 21 novembre  | Rain                     | "It's Raining"           |
| 324     | 28 novembre  | Rain                     | "It's Raining"           |
| 325     | 5 décembre   | TVXQ                     | "I Believe"              |
| 326     | 12 décembre  | Shinhwa                  | "Crazy"                  |
| 327     | 19 décembre  | Shinhwa                  | "Crazy"                  |
| 328     | 26 décembre  | Rain                     | "I Do"                   |

### 2005
| Épisode | Date         | Artiste                  | Chanson                            |
| ------- | ------------ | ------------------------ | ---------------------------------- |
| 329     | 2 janvier    | TVXQ                     | "Tri-Angle"                        |
| 330     | 9 janvier    | g.o.d                    | "An Ordinary Day"                  |
| 331     | 16 janvier   | g.o.d                    | "An Ordinary Day"                  |
| 332     | 23 janvier   | M.C. the MAX (en)        | "Don't Say You're Happy"           |
| 333     | 30 janvier   | g.o.d                    | "The Reason Why Opposites Attract" |
| 334     | 6 février    | g.o.d                    | "The Reason Why Opposites Attract" |
| 335     | 13 février   | g.o.d                    | "The Reason Why Opposites Attract" |
| 336     | 20 février   | Tei (en)                 | "Love Is... Only One"              |
| 337     | 27 février   | Tei (en)                 | "Love Is... Only One"              |
| 338     | 6 mars       | Tei (en)                 | "Love Is... Only One"              |
| 339     | 13 mars      | M.C. the MAX (en)        | "A Name Called Leave"              |
| 340     | 20 mars      | Jo Sung-mo (en)          | "Mr.Flower"                        |
| 341     | 27 mars      | Buzz (en)                | "Coward"                           |
| 342     | 3 avril      | Jo Sung-mo (en)          | "Mr.Flower"                        |
| 343     | 10 avril     | Jo Sung-mo (en)          | "Mr.Flower"                        |
| 344     | 17 avril     | Buzz (en)                | "Coward"                           |
| 345     | 24 avril     | Buzz (en)                | "Coward"                           |
| 346     | 1er mai      | Jewelry (en)             | "Superstar"                        |
| 347     | 8 mai        | Jewelry (en)             | "Superstar"                        |
| 348     | 15 mai       | SG Wannabe               | "Sin & Punishment"                 |
| 349     | 22 mai       | SG Wannabe               | "Sin & Punishment"                 |
| 350     | 29 mai       | Sung Si-kyung            | "Take Care"                        |
| 351     | 5 juin       | Shin Hye-sung (en)       | "Same Thought"                     |
| 352     | 12 juin      | Shin Hye-sung (en)       | "Same Thought"                     |
| 353     | 19 juin      | MC Mong (en)             | "Invincible"                       |
| 354     | 26 juin      | YB (en)                  | "I Think I Loved You"              |
| 355     | 3 juillet    | MC Mong (en)             | "Invincible"                       |
| —       | 10 juillet   | Pas d'émission / gagnant | Pas d'émission / gagnant           |
| 356     | 17 juillet   | BoA                      | "Girls On Top"                     |
| 357     | 24 juillet   | BoA                      | "Girls On Top"                     |
| 358     | 31 juillet   | BoA                      | "Girls On Top"                     |
| 359     | 7 août       | Kim Jong-kook            | "Walking In The Same Place"        |
| 360     | 14 août      | Kim Jong-kook            | "Walking In The Same Place"        |
| 361     | 21 août      | Kim Jong-kook            | "Walking In The Same Place"        |
| 362     | 28 août      | MC Mong (en)             | "I Love U Oh Thank U"              |
| 363     | 4 septembre  | MC Mong (en)             | "I Love U Oh Thank U"              |
| 364     | 11 septembre | Kim Jong-kook            | "Lovely"                           |
| —       | 18 septembre | Pas d'émission / gagnant | Pas d'émission / gagnant           |
| 365     | 25 septembre | Kim Jong-kook            | "Lovely"                           |
| 366     | 2 octobre    | Kim Jong-kook            | "Lovely"                           |
| 367     | 9 octobre    | TVXQ                     | "Rising Sun"                       |
| 368     | 16 octobre   | TVXQ                     | "Rising Sun"                       |
| 369     | 23 octobre   | TVXQ                     | "Rising Sun"                       |
| 370     | 30 octobre   | Wheesung                 | "Good bye luv"                     |
| 371     | 6 novembre   | Wheesung                 | "Good bye luv"                     |
| —       | 13 novembre  | Pas d'émission / gagnant | Pas d'émission / gagnant           |
| 372     | 20 novembre  | Lee Min-woo (en)         | "Girl Friend"                      |
| 373     | 27 novembre  | Epik High                | "Fly"                              |
| 374     | 4 décembre   | g.o.d                    | "2Love"                            |
| 375     | 11 décembre  | Wheesung                 | "A Year Gone"                      |
| 376     | 18 décembre  | Leessang (en)            | "I'm Not Really Laughing"          |
| 377     | 25 décembre  | Leessang (en)            | "I'm Not Really Laughing"          |

### 2006
| Épisode | Date         | Artiste                  | Chanson                       |
| ------- | ------------ | ------------------------ | ----------------------------- |
| —       | 1er janvier  | Pas d'émission / gagnant | Pas d'émission / gagnant      |
| 378     | 8 janvier    | Tei (en)                 | "Screaming I Miss Yo"         |
| 379     | 15 janvier   | M.C. the MAX (en)        | "Love Is Supposed To Hurt"    |
| 380     | 22 janvier   | M.C. the MAX (en)        | "Love Is Supposed To Hurt"    |
| —       | 29 janvier   | Pas d'émission / gagnant | Pas d'émission / gagnant      |
| 381     | 5 février    | Fly to the Sky (en)      | "Like A Man"                  |
| 382     | 12 février   | Fly to the Sky (en)      | "Like A Man"                  |
| 383     | 19 février   | Fly to the Sky (en)      | "Like A Man"                  |
| 384     | 26 février   | Lee Soo-young (en)       | "Grace"                       |
| 385     | 5 mars       | Lee Soo-young (en)       | "Grace"                       |
| 386     | 12 mars      | Lee Hyori                | "Get Ya"                      |
| 387     | 19 mars      | Lee Hyori                | "Get Ya"                      |
| —       | 26 mars      | Pas d'émission / gagnant | Pas d'émission / gagnant      |
| 388     | 2 avril      | Lee Seung-gi             | "Words are Hard to Say"       |
| 389     | 9 avril      | Fly to the Sky (en)      | "Evasion"                     |
| 390     | 16 avril     | Se7en                    | "I Know"                      |
| 391     | 23 avril     | SeeYa (en)               | "A Woman's Scent"             |
| 392     | 30 avril     | SG Wannabe               | "Partner for Life"            |
| 393     | 7 mai        | SG Wannabe               | "Partner for Life"            |
| 394     | 14 mai       | SG Wannabe               | "Partner for Life"            |
| 395     | 21 mai       | Tony An (en)             | "Yutzpracachia"               |
| —       | 28 mai       | Pas d'émission / gagnant | Pas d'émission / gagnant      |
| 396     | 4 juin       | Baek Ji-young            | "Don't Love"                  |
| 397     | 11 juin      | Shinhwa                  | "Once in a Life Time"         |
| 398     | 18 juin      | Shinhwa                  | "Once in a Life Time"         |
| 399     | 25 juin      | Super Junior             | "U"                           |
| 400     | 2 juillet    | Buzz (en)                | "Confusion About Man"         |
| 401     | 9 juillet    | Super Junior             | "U"                           |
| 402     | 16 juillet   | Super Junior             | "U"                           |
| 403     | 23 juillet   | SG Wannabe               | "I Loved You"                 |
| 404     | 30 juillet   | SG Wannabe               | "I Loved You"                 |
| 405     | 6 août       | SG Wannabe               | "I Loved You"                 |
| 406     | 13 août      | PSY                      | "Entertainer"                 |
| 407     | 20 août      | Super Junior             | "Dancing Out"                 |
| 408     | 27 août      | Turtles (en)             | "Airplane"                    |
| 409     | 3 septembre  | Turtles (en)             | "Airplane"                    |
| 410     | 10 septembre | PSY                      | "Entertainer"                 |
| 411     | 17 septembre | PSY                      | "Entertainer"                 |
| 412     | 24 septembre | Zhang Liyin              | "Timeless (feat. Xiah Junsu)" |
| 413     | 1er octobre  | Lee Seung-gi             | "Please"                      |
| —       | 8 octobre    | Pas d'émission / gagnant | Pas d'émission / gagnant      |
| 414     | 15 octobre   | TVXQ                     | ""O" – Jung.Ban.Hap."         |
| —       | 22 octobre   | Pas d'émission / gagnant | Pas d'émission / gagnant      |
| 415     | 29 octobre   | TVXQ                     | ""O" – Jung.Ban.Hap."         |
| 416     | 5 novembre   | TVXQ                     | ""O" – Jung.Ban.Hap."         |
| —       | 12 novembre  | Pas d'émission / gagnant | Pas d'émission / gagnant      |
| 417     | 19 novembre  | MC Mong (en)             | "Ice Cream"                   |
| 418     | 26 novembre  | Eru (en)                 | "Black Glasses"               |
| 419     | 3 décembre   | Sung Si-kyung            | "On The Street"               |
| 420     | 10 décembre  | Se7en                    | "La La La"                    |
| 421     | 17 décembre  | Jun Jin (en)             | "Love Doesn't Come"           |
| 422     | 24 décembre  | Jang Woo-hyuk (en)       | "One Way"                     |
| —       | 31 décembre  | Pas d'émission / gagnant | Pas d'émission / gagnant      |

### 2007
| Épisode | Date         | Artiste                  | Chanson                      |
| ------- | ------------ | ------------------------ | ---------------------------- |
| 423     | 7 janvier    | SS501                    | 4 Chance                     |
| 424     | 14 janvier   | Son Ho-young (en)        | Love Brings Separation       |
| 425     | 21 janvier   | Brian Joo (en)           | Don't Go                     |
| 426     | 28 janvier   | SS501                    | 4 Chance                     |
| 427     | 4 février    | SS501                    | 4 Chance                     |
| 428     | 11 février   | Eru (en)                 | White Snow                   |
| —       | 18 février   | Pas d'émission / gagnant | Pas d'émission / gagnant     |
| 429     | 25 février   | Eru (en)                 | White Snow                   |
| 430     | 4 mars       | Epik High                | Fan                          |
| 431     | 11 mars      | Epik High                | Fan                          |
| 432     | 18 mars      | Lee Ki-chan (en)         | Angel                        |
| —       | 25 mars      | Pas d'émission / gagnant | Pas d'émission / gagnant     |
| 433     | 1er avril    | Ivy (en)                 | Sonata of Temptation         |
| 434     | 8 avril      | Ivy (en)                 | Sonata of Temptation         |
| —       | 15 avril     | Pas d'émission / gagnant | Pas d'émission / gagnant     |
| 435     | 22 avril     | Ivy (en)                 | Sonata of Temptation         |
| 436     | 29 avril     | SG Wannabe               | Arirang                      |
| 437     | 6 mai        | SG Wannabe               | Arirang                      |
| 438     | 13 mai       | SG Wannabe               | Arirang                      |
| 439     | 20 mai       | Younha                   | Secret Number 486            |
| 440     | 27 mai       | Ivy (en)                 | If You're Gonna Be Like This |
| 441     | 3 juin       | Younha                   | Secret Number 486            |
| —       | 10 juin      | Pas d'émission / gagnant | Pas d'émission / gagnant     |
| 442     | 17 juin      | The Grace                | One More Time, OK?           |
| 443     | 24 juin      | Yangpa                   | Love... What is it?          |
| 444     | 1er juillet  | Yangpa                   | Love... What is it?          |
| 445     | 8 juillet    | Yangpa                   | Love... What is it?          |
| 446     | 15 juillet   | SeeYa (en)               | Love's Greeting              |
| 447     | 22 juillet   | Leessang (en)            | Ballerino                    |
| 448     | 29 juillet   | F.T. Island              | Love Sick                    |
| 449     | 5 août       | F.T. Island              | Love Sick                    |
| 450     | 12 août      | F.T. Island              | Love Sick                    |
| 451     | 19 août      | Fly to the Sky (en)      | My Angel                     |
| 452     | 26 août      | Fly to the Sky (en)      | My Angel                     |
| 453     | 2 septembre  | Kim Dong-wan (en)        | Handkerchief                 |
| 454     | 9 septembre  | Big Bang                 | Lies (en)                    |
| 455     | 16 septembre | Lee Seung-gi             | White Lie                    |
| —       | 23 septembre | Pas d'émission / gagnant | Pas d'émission / gagnant     |
| 456     | 30 septembre | Shin Hye-sung (en)       | First Person                 |
| 457     | 7 octobre    | Wheesung                 | Love Is Delicious            |
| —       | 14 octobre   | Pas d'émission / gagnant | Pas d'émission / gagnant     |
| 458     | 21 octobre   | Super Junior             | Don't Don (en)               |
| 459     | 28 octobre   | Wonder Girls             | Tell Me (en)                 |
| —       | 4 novembre   | Pas d'émission / gagnant | Pas d'émission / gagnant     |
| 460     | 11 novembre  | Wonder Girls             | Tell Me (en)                 |
| 461     | 18 novembre  | Wonder Girls             | Tell Me (en)                 |
| 462     | 25 novembre  | Girls' Generation        | Girls' Generation (en)       |
| 463     | 2 décembre   | Girls' Generation        | Girls' Generation (en)       |
| 464     | 9 décembre   | Park Jin-young           | The House You Live In        |
| 465     | 16 décembre  | Big Bang                 | Last Farewell (en)           |
| 466     | 23 décembre  | Big Bang                 | Last Farewell (en)           |
| —       | 30 décembre  | Pas d'émission / gagnant | Pas d'émission / gagnant     |

### 2008
| Épisode | Date         | Artiste                  | Chanson                    |
| ------- | ------------ | ------------------------ | -------------------------- |
| 467     | 6 janvier    | F.T. Island              | Until You Return           |
| 468     | 13 janvier   | Big Bang                 | Last Farewell (en)         |
| 469     | 20 janvier   | SeeYa (en)               | Sad Footsteps              |
| 470     | 27 janvier   | HaHa                     | You Are My Destiny         |
| 471     | 3 février    | Girls' Generation        | Kissing You (en)           |
| —       | 10 février   | SG Wannabe               | New About Her              |
| 472     | 17 février   | Girls' Generation        | Kissing You (en)           |
| 473     | 24 février   | Park Ji Heon             | The Day I Miss You         |
| 474     | 2 mars       | Brown Eyed Girls         | L.O.V.E                    |
| 475     | 9 mars       | Brown Eyed Girls         | L.O.V.E                    |
| 476     | 16 mars      | Jewelry (en)             | One More Time              |
| 477     | 23 mars      | Jewelry (en)             | One More Time              |
| 478     | 30 mars      | Jewelry (en)             | One More Time              |
| 479     | 6 avril      | Gummy et T.O.P           | I'm Sorry                  |
| 480     | 13 avril     | Gummy et T.O.P           | I'm Sorry                  |
| 481     | 20 avril     | SS501                    | Deja Vu                    |
| 482     | 27 avril     | Nell                     | Walking Through Memories   |
| 483     | 4 mai        | Davichi                  | Sad Promise                |
| 484     | 11 mai       | Epik High                | One                        |
| 485     | 18 mai       | Epik High                | One                        |
| 486     | 25 mai       | MC Mong (en)             | Circus                     |
| 487     | 1er juin     | SG Wannabe               | La La La                   |
| —       | 8 juin       | Pas de gagnant           | Pas de gagnant             |
| 488     | 15 juin      | Wonder Girls             | So Hot (en)                |
| 489     | 22 juin      | Wonder Girls             | So Hot (en)                |
| 490     | 29 juin      | Wonder Girls             | So Hot (en)                |
| 491     | 6 juillet    | Taeyang                  | Only Look at Me            |
| 492     | 13 juillet   | Taeyang                  | Only Look at Me            |
| 493     | 20 juillet   | Taeyang                  | Only Look at Me            |
| 494     | 27 juillet   | Lee Hyori                | U-Go-Girl                  |
| 495     | 3 août       | Lee Hyori                | U-Go-Girl                  |
| 496     | 10 août      | Lee Hyori                | U-Go-Girl                  |
| 497     | 17 août      | Davichi                  | Love and War               |
| 498     | 24 août      | Big Bang                 | Haru Haru (en)             |
| 499     | 31 août      | Big Bang                 | Haru Haru (en)             |
| 500     | 7 septembre  | Big Bang                 | Haru Haru (en)             |
| —       | 14 septembre | Pas d'émission / gagnant | Pas d'émission / gagnant   |
| 501     | 21 septembre | SHINee                   | Love Like Oxygen           |
| 502     | 28 septembre | Lee Hyori                | Hey Mr. Big                |
| 503     | 5 octobre    | Lee Hyori                | Hey Mr. Big                |
| 504     | 12 octobre   | TVXQ                     | Mirotic (en)               |
| 505     | 19 octobre   | TVXQ                     | Mirotic (en)               |
| 506     | 26 octobre   | TVXQ                     | Mirotic (en)               |
| 507     | 2 novembre   | Rain                     | Rainism (en)               |
| 508     | 9 novembre   | Rain                     | Rainism (en)               |
| 509     | 16 novembre  | Rain                     | Rainism (en)               |
| 510     | 23 novembre  | Kim Jong-kook            | Today More Than Yesterday  |
| 511     | 30 novembre  | Big Bang                 | Sunset Glow                |
| 512     | 7 décembre   | Big Bang                 | Sunset Glow                |
| 513     | 14 décembre  | Big Bang                 | Sunset Glow                |
| 514     | 21 décembre  | Baek Ji-young            | Like Being Hit by a Bullet |
| —       | 28 décembre  | Pas d'émission / gagnant | Pas d'émission / gagnant   |

### 2009
| Épisode | Date         | Artiste                  | Chanson                    |
| ------- | ------------ | ------------------------ | -------------------------- |
| —       | 4 janvier    | Baek Ji-young            | Like Being Hit by a Bullet |
| 515     | 11 janvier   | SS501                    | U R Man                    |
| 516     | 18 janvier   | Girls' Generation        | Gee (en)                   |
| —       | 25 janvier   | Pas d'émission / gagnant | Pas d'émission / gagnant   |
| 517     | 1er février  | Girls' Generation        | Gee (en)                   |
| 518     | 8 février    | Girls' Generation        | Gee (en)                   |
| 519     | 15 février   | Seungri                  | Strong Baby                |
| 520     | 22 février   | Seungri                  | Strong Baby                |
| 521     | 1er mars     | Seungri                  | Strong Baby                |
| 522     | 8 mars       | Kara                     | Honey                      |
| 523     | 15 mars      | Davichi                  | 8282                       |
| 524     | 22 mars      | Davichi                  | 8282                       |
| 525     | 29 mars      | Super Junior             | Sorry, Sorry (en)          |
| 526     | 5 avril      | Super Junior             | Sorry, Sorry (en)          |
| 527     | 12 avril     | Super Junior             | Sorry, Sorry (en)          |
| 528     | 19 avril     | Son Dam-bi               | Saturday Night             |
| 529     | 26 avril     | Son Dam-bi               | Saturday Night             |
| 530     | 3 mai        | Son Dam-bi               | Saturday Night             |
| 531     | 10 mai       | 2PM                      | Again & Again              |
| 532     | 17 mai       | 2PM                      | Again & Again              |
| —       | 24 mai       | 2PM                      | Again & Again              |
| 533     | 31 mai       | SG Wannabe               | I Love You                 |
| 534     | 7 juin       | Super Junior             | It's You (en)              |
| 535     | 14 juin      | 2NE1                     | Fire                       |
| 536     | 21 juin      | 2NE1                     | Fire                       |
| 537     | 28 juin      | Shinee                   | Juliette                   |
| 538     | 5 juillet    | Shinee                   | Juliette                   |
| 539     | 12 juillet   | Girls' Generation        | Genie (en)                 |
| 540     | 19 juillet   | Girls' Generation        | Genie (en)                 |
| 541     | 26 juillet   | 2NE1                     | I Don't Care (en)          |
| 542     | 2 août       | 2NE1                     | I Don't Care (en)          |
| 543     | 9 août       | 2NE1                     | I Don't Care (en)          |
| 544     | 16 août      | Brown Eyed Girls         | Abracadabra (en)           |
| —       | 23 août      | Brown Eyed Girls         | Abracadabra (en)           |
| 545     | 30 août      | Kara                     | Wanna (en)                 |
| 546     | 6 septembre  | G-Dragon                 | Heartbreaker (en)          |
| 547     | 13 septembre | G-Dragon                 | Heartbreaker (en)          |
| 548     | 20 septembre | G-Dragon                 | Heartbreaker (en)          |
| 549     | 27 septembre | 4Minute                  | Muzik                      |
| —       | 4 octobre    | Lee Seung-gi             | Let's Break Up             |
| —       | 11 octobre   | Lee Seung-gi             | Let's Break Up             |
| 550     | 18 octobre   | Kim Tae-woo (en)         | Love Rain                  |
| 551     | 25 octobre   | Kim Tae-woo (en)         | Love Rain                  |
| 552     | 1er novembre | Shinee                   | Ring Ding Dong             |
| 553     | 8 novembre   | Shinee                   | Ring Ding Dong             |
| 554     | 15 novembre  | Shinee                   | Ring Ding Dong             |
| —       | 22 novembre  | SS501                    | Love Like This             |
| 555     | 29 novembre  | 2PM                      | Heartbeat (en)             |
| 556     | 6 décembre   | 2PM                      | Heartbeat (en)             |
| 557     | 13 décembre  | 2PM                      | Heartbeat (en)             |
| 558     | 20 décembre  | After School             | Because of You (en)        |
| —       | 27 décembre  | After School             | Because of You (en)        |

### 2010
| Épisode | Date         | Artiste           | Chanson                      |
| ------- | ------------ | ----------------- | ---------------------------- |
| 559     | 3 janvier    | T-ara             | Bo Peep Bo Peep              |
| 560     | 10 janvier   | T-ara             | Bo Peep Bo Peep              |
| 561     | 17 janvier   | T-ara             | Bo Peep Bo Peep              |
| 562     | 24 janvier   | After School      | Because of You (en)          |
| 563     | 31 janvier   | CN Blue           | I'm a Loner (en)             |
| 564     | 7 février    | 2AM               | Can't Let Go Even If I Die   |
| 565     | 14 février   | Girls' Generation | Oh! (en)                     |
| 566     | 21 février   | Girls' Generation | Oh! (en)                     |
| 567     | 28 février   | Girls' Generation | Oh! (en)                     |
| 568     | 7 mars       | 2AM               | Can't Let Go Even If I Die   |
| 569     | 14 mars      | Kara              | Lupin                        |
| 570     | 21 mars      | T-ara             | I Go Crazy Because of You    |
| —       | 28 mars      | T-ara             | I Go Crazy Because of You    |
| —       | 4 avril      | Girls' Generation | Run Devil Run                |
| 571     | 11 avril     | Girls' Generation | Run Devil Run                |
| —       | 18 avril     | Rain              | Love Song                    |
| —       | 25 avril     | Lee Hyori         | Chitty Chitty Bang Bang      |
| 572     | 2 mai        | Lee Hyori         | Chitty Chitty Bang Bang      |
| 573     | 9 mai        | Lee Hyori         | Chitty Chitty Bang Bang      |
| 574     | 16 mai       | 2PM               | Without U                    |
| 575     | 23 mai       | 2PM               | Without U                    |
| —       | 30 mai       | Super Junior      | Bonamana (en)                |
| —       | 6 juin       | Super Junior      | Bonamana (en)                |
| 566     | 13 juin      | Super Junior      | Bonamana (en)                |
| 577     | 20 juin      | CN Blue           | Love                         |
| 578     | 27 juin      | IU                | Nagging (en)                 |
| 579     | 4 juillet    | CN Blue           | Love                         |
| 580     | 11 juillet   | Super Junior      | No Other                     |
| 581     | 18 juillet   | Taeyang           | I Need a Girl                |
| 582     | 25 juillet   | Taeyang           | I Need a Girl                |
| 583     | 1er août     | Miss A            | Bad Girl Good Girl (en)      |
| 584     | 8 août       | Shinee            | Lucifer                      |
| 585     | 15 août      | Shinee            | Lucifer                      |
| 586     | 22 août      | BoA               | Hurricane Venus              |
| 587     | 29 août      | BoA               | Hurricane Venus              |
| 588     | 5 septembre  | F.T. Island       | Love Love Love               |
| 589     | 12 septembre | F.T. Island       | Love Love Love               |
| —       | 19 septembre | 2NE1              | Can't Nobody (en)            |
| 590     | 26 septembre | 2NE1              | Can't Nobody (en)            |
| 591     | 3 octobre    | 2NE1              | Can't Nobody (en)            |
| —       | 10 octobre   | 2NE1              | Go Away (en)                 |
| 592     | 17 octobre   | Shinee            | Hello                        |
| 593     | 24 octobre   | 2PM               | I'll Be Back                 |
| 594     | 31 octobre   | Gain              | Irreversible                 |
| 595     | 7 novembre   | Girls' Generation | Hoot (en)                    |
| 596     | 14 novembre  | 2AM               | You Wouldn't Answer My Calls |
| 597     | 21 novembre  | Girls' Generation | Hoot (en)                    |
| 598     | 28 novembre  | Girls' Generation | Hoot (en)                    |
| 599     | 5 décembre   | BEAST             | Beautiful                    |
| 600     | 12 décembre  | Kara              | Jumping (en)                 |
| 601     | 19 décembre  | IU                | Good Day (en)                |
| 602     | 26 décembre  | IU                | Good Day (en)                |

### 2011
| Épisode | Date         | Artiste           | Chanson                  |
| ------- | ------------ | ----------------- | ------------------------ |
| —       | 2 janvier    | IU                | Good Day (en)            |
| 603     | 9 janvier    | GD & TOP (en)     | High High (en)           |
| 604     | 16 janvier   | TVXQ              | Keep Your Head Down (en) |
| 605     | 23 janvier   | TVXQ              | Keep Your Head Down (en) |
| 606     | 30 janvier   | TVXQ              | Keep Your Head Down (en) |
| 607     | 6 février    | Seungri           | What Can I Do            |
| 608     | 13 février   |                   |                          |
| 609     | 20 février   | Secret            | Shy Boy                  |
| 610     | 27 février   | G.NA              | Black & White            |
| 611     | 6 mars       | Big Bang          | Tonight (en)             |
| 612     | 13 mars      | Big Bang          | Tonight (en)             |
| 613     | 20 mars      | Big Bang          | Tonight (en)             |
| 614     | 27 mars      | TVXQ              | Before U Go              |
| 615     | 3 avril      | K.Will (en)       | My Heart Is Beating      |
| 616     | 10 avril     | CN Blue           | Intuition                |
| 617     | 17 avril     | Big Bang          | Love Song (en)           |
| 618     | 24 avril     | Big Bang          | Love Song (en)           |
| 619     | 1er mai      | Big Bang          | Love Song (en)           |
| 620     | 8 mai        | f(x)              | Pinocchio (Danger) (en)  |
| 621     | 15 mai       | f(x)              | Pinocchio (Danger) (en)  |
| 622     | 22 mai       | f(x)              | Pinocchio (Danger) (en)  |
| 623     | 29 mai       | 2NE1              | Lonely (en)              |
| 624     | 5 juin       | Beast             | Fiction                  |
| 625     | 12 juin      | Beast             | Fiction                  |
| 626     | 19 juin      | Secret            | Starlight Moonlight (en) |
| 627     | 26 juin      | f(x)              | Hot Summer               |
| 628     | 3 juillet    | 2PM               | Hands Up                 |
| 629     | 10 juillet   | 2PM               | Hands Up                 |
| 630     | 17 juillet   | 2NE1              | I Am the Best            |
| 631     | 24 juillet   | T-ara             | Roly-Poly                |
| 632     | 31 juillet   | Miss A            | Good-bye Baby            |
| 633     | 7 août       | 2NE1              | Ugly                     |
| 634     | 14 août      | 2NE1              | Ugly                     |
| 635     | 21 août      | Super Junior      | Mr. Simple (en)          |
| 636     | 28 août      | Super Junior      | Mr. Simple (en)          |
| 637     | 4 septembre  | Super Junior      | Mr. Simple (en)          |
| 638     | 11 septembre | Sistar            | So Cool                  |
| 639     | 18 septembre | Davichi           | Don't Say Goodbye        |
| 640     | 25 septembre | Kara              | Step                     |
| 641     | 2 octobre    | Davichi           | Don't Say Goodbye        |
| 642     | 9 octobre    | Infinite          | Paradise                 |
| 643     | 16 octobre   | Brown Eyed Girls  | Sixth Sense              |
| 644     | 23 octobre   | Brown Eyed Girls  | Sixth Sense              |
| 645     | 30 octobre   | Girls' Generation | The Boys (en)            |
| 646     | 6 novembre   | Girls' Generation | The Boys (en)            |
| 647     | 13 novembre  | Girls' Generation | The Boys (en)            |
| 648     | 20 novembre  | Lee Seung-gi      | Aren't We Friends        |
| 649     | 27 novembre  | Wonder Girls      | Be My Baby               |
| 650     | 4 décembre   | Wonder Girls      | Be My Baby               |
| 651     | 11 décembre  | Wonder Girls      | Be My Baby               |
| 652     | 18 décembre  | IU                | You & I (en)             |
| 653     | 25 décembre  | IU                | You & I (en)             |

### 2012
| Épisode    | Date         | Artiste               | Chanson                  |
| ---------- | ------------ | --------------------- | ------------------------ |
| 654        | 1er janvier  | IU                    | You & I (en)             |
| 655        | 8 janvier    | Trouble Maker         | Trouble Maker            |
| 656        | 15 janvier   | T-ara                 | Lovey-Dovey              |
| 656 Part 2 | 22 janvier   | T-ara                 | Lovey-Dovey              |
| 657        | 29 janvier   | T-ara                 | Lovey-Dovey              |
| 658        | 5 février    | Teen Top              | Going Crazy              |
| 659        | 12 février   | Seven                 | When I Can't Sing        |
| 660        | 19 février   | Seven                 | When I Can't Sing        |
| 661        | 26 février   | F.T. Island           | Severely (en)            |
| 662        | 4 mars       | Miss A                | Touch                    |
| 663        | 11 mars      | BigBang               | Blue (en)                |
| 664        | 18 mars      | BigBang               | Blue (en)                |
| 665        | 25 mars      | BigBang               | Blue (en)                |
| 666        | 1er avril    | Shinee                | Sherlock (Clue + Note)   |
| 667        | 8 avril      | Shinee                | Sherlock (Clue + Note)   |
| 668        | 15 avril     | Shinee                | Sherlock (Clue + Note)   |
| 669        | 22 avril     | CN Blue               | Hey You                  |
| 670        | 29 avril     | Sistar                | Alone                    |
| 671        | 6 mai        | Sistar                | Alone                    |
| 672        | 13 mai       | Girls' Generation-TTS | Twinkle                  |
| 673        | 20 mai       | Girls' Generation-TTS | Twinkle                  |
| 674        | 27 mai       | Girls' Generation-TTS | Twinkle                  |
| 675        | 3 juin       | Infinite              | The Chaser               |
| 676        | 10 juin      | Infinite              | The Chaser               |
| 677        | 17 juin      | Wonder Girls          | Like This                |
| 678        | 24 juin      | Wonder Girls          | Like This                |
| 679        | 1er juillet  | f(x)                  | Electric Shock (en)      |
| 680        | 8 juillet    | f(x)                  | Electric Shock (en)      |
| 681        | 15 juillet   | Sistar                | Loving U                 |
| 682        | 22 juillet   | Super Junior          | Sexy, Free & Single (en) |
| 683        | 29 juillet   | Super Junior          | Sexy, Free & Single (en) |
| 684        | 5 août       | Sistar                | Loving U                 |
| 685        | 12 août      | Beast                 | Beautiful Night          |
| 686        | 19 août      | PSY                   | Gangnam Style            |
| 687        | 26 août      | PSY                   | Gangnam Style            |
| 688        | 2 septembre  | PSY                   | Gangnam Style            |
| 689        | 9 septembre  | Kara                  | Pandora                  |
| 690        | 16 septembre | PSY                   | Gangnam Style            |
| 691        | 23 septembre | PSY                   | Gangnam Style            |
| 692        | 30 septembre | PSY                   | Gangnam Style            |
| 693        | 7 octobre    | TVXQ                  | Catch Me                 |
| 694        | 14 octobre   | TVXQ                  | Catch Me                 |
| —          | 21 octobre   | Gain                  | Bloom                    |
| —          | 28 octobre   | K.Will (en)           | Please, Don't...         |
| 695        | 4 novembre   | Hyuna                 | Ice Cream                |
| 696        | 11 novembre  | Miss A                | I Don't Need A Man       |
| 697        | 18 novembre  | Lee Hi                | 1,2,3,4                  |
| 698        | 24 novembre  | Ailee                 | I Will Show You          |
| 699        | 2 décembre   | B1A4                  | Tried To Walk            |
| 700        | 9 décembre   | Lee Seung-gi          | Return                   |
| 701        | 16 décembre  | Yang Yo-seob (en)     | Caffeine                 |
| 702        | 23 décembre  | Yang Yo-seob (en)     | Caffeine                 |
| 703        | 30 décembre  | Yang Yo-seob (en)     | Caffeine                 |

### 2013
| Episode    | Date          | Artiste                                           | Chanson                                           | Points                                            |
| ---------- | ------------- | ------------------------------------------------- | ------------------------------------------------- | ------------------------------------------------- |
| 713        | 17 mars       | SHINee                                            | Dream Girl                                        | 9,224                                             |
| 714        | 24 mars       | Lee Hi                                            | It's Over                                         | 9,126                                             |
| 715        | 31 mars       | Infinite                                          | Man In Love                                       | 7,893                                             |
| 716        | 7 avril       | Infinite                                          | Man In Love                                       | 8,291                                             |
| 717        | 14 avril      | Lee Hi                                            | Rose                                              | 9,142                                             |
| 718        | 21 avril      | PSY                                               | Gentleman                                         | 9,712                                             |
| 719        | 28 avril      | PSY                                               | Gentleman                                         | 9,751                                             |
| 720        | 5 mai         | PSY                                               | Gentleman                                         | 9,354                                             |
| 721        | 12 mai        | Spéciale Championnats du monde d'aviron à Chungju | Spéciale Championnats du monde d'aviron à Chungju | Spéciale Championnats du monde d'aviron à Chungju |
| 722        | 19 mai        | 4Minute                                           | What's Your Name?                                 | 8,419                                             |
| 722 Part 1 | 26 mai        | 4Minute                                           | What's Your Name?                                 | 10,230                                            |
| 723        | 2 juin        | Lee Hyori                                         | Bad Girls                                         | 10,308                                            |
| 724        | 9 juin        | CL                                                | The Baddest Female                                | 9,222                                             |
| 725        | 16 juin       | EXO                                               | Wolf                                              | 7,876                                             |
| 726        | 23 juin       | Sistar                                            | Give It To Me                                     | 10,503                                            |
| 727        | 30 juin       | Sistar                                            | Give It To Me                                     | 10,554                                            |
| —          | 7 juillet     | Girl's Day                                        | Female President                                  | 8,887                                             |
| 728        | 14 juillet    | Spécial Première moitié de l'année                | Spécial Première moitié de l'année                | Spécial Première moitié de l'année                |
| 729        | 21 juillet    | 2NE1                                              | Falling in Love (en)                              | 10,260                                            |
| 730        | 28 juillet    | Infinite                                          | Destiny                                           | 9,771                                             |
| 731        | 4 août        | Beast                                             | Shadow                                            | 9,149                                             |
| 732        | 11 août       | f(x)                                              | Rum Pum Pum Pum                                   | 9,674                                             |
| 733        | 18 août       | EXO                                               | Growl                                             | 10,628                                            |
| 734        | 25 août       | EXO                                               | Growl                                             | 9,518                                             |
| 735        | 1er septembre | EXO                                               | Growl                                             | 9,313                                             |
| 736        | 8 septembre   | Teen Top                                          | Rocking                                           | 8,075                                             |
| 737        | 15 septembre  | G-Dragon                                          | Coup D'état                                       | 7,437                                             |
| 738        | 22 septembre  | G-Dragon                                          | Crooked (en)                                      | 8,230                                             |
| 739        | 29 septembre  | G-Dragon                                          | Crooked (en)                                      | 8,123                                             |
| 740        | 6 octobre     | Busker Busker (en)                                | Love, at first                                    | 8,163                                             |
| 741        | 13 octobre    | Block B                                           | Very Good                                         | 8,069                                             |
| 742        | 20 octobre    | IU                                                | The Red Shoes                                     | 10,521                                            |
| 743        | 27 octobre    | SHINee                                            | Everybody (en)                                    | 10,735                                            |
| 744        | 3 novembre    | K.Will (en)                                       | You Don't Know Love                               | 9,609                                             |
| 745        | 10 novembre   | Trouble Maker                                     | Now                                               | 11,000                                            |
| 746        | 17 novembre   | Miss A                                            | Hush                                              | 8,559                                             |
| 747        | 24 novembre   | Taeyang                                           | Ringa Linga (en)                                  | 8,023                                             |
| 748        | 1er décembre  | 2NE1                                              | Missing You (en)                                  | 9,858                                             |
| 749        | 8 décembre    | 2NE1                                              | Missing You (en)                                  | 9,773                                             |
| 750        | 15 décembre   | EXO                                               | Miracles in December                              | 9,242                                             |
| 751        | 22 décembre   | EXO                                               | Miracles in December                              | 10,302                                            |
| —          | 29 décembre   | IU                                                | Friday                                            | 7,907                                             |

### 2014
| Episode | Date         | Artiste               | Chanson                              | Points               |
| ------- | ------------ | --------------------- | ------------------------------------ | -------------------- |
| 752     | 5 janvier    | IU                    | Friday                               | 8,228                |
| 753     | 12 janvier   | Girl's Day            | Something                            | 8,955                |
| 754     | 19 janvier   | TVXQ                  | Something (en)                       | 9,708                |
| 755     | 26 janvier   | B1A4                  | Lonely                               | 9,294                |
| 756     | 2 février    | Girl's Day            | Something                            | 8,107                |
| 757     | 9 février    | AOA                   | Miniskirt (en)                       | 8,661                |
| 758     | 16 février   | B.A.P                 | 1004 (Angel)                         | 6,748                |
| 759     | 23 février   | Soyou & Junggigo (en) | Some (en)                            | 8,020                |
| 760     | 2 mars       | Sunmi                 | Full Moon (en)                       | 8,421                |
| 761     | 9 mars       | Girls' Generation     | Mr.Mr. (en)                          | 10,974               |
| 762     | 16 mars      | 2NE1                  | Come Back Home (en)                  | 9,388                |
| 763     | 23 mars      | Girls' Generation     | Mr.Mr. (en)                          | 6,142                |
| 764     | 30 mars      | 4Minute               | Whatcha Doin' Today                  | 8,928                |
| 765     | 6 avril      | Park Hyo-shin         | Wild Flower                          | 7,754                |
| 766     | 13 avril     | Apink                 | Mr. Chu (en)                         | 10,578               |
| —       | 20 avril     | AKMU                  | 200%                                 | 9,556                |
| —       | 27 avril     | AKMU                  | 200%                                 | 9,181                |
| —       | 4 mai        | AKMU                  | 200%                                 | 9,662                |
| —       | 11 mai       | High4 et IU           | Not Spring, Love, or Cherry Blossoms | 9,500                |
| 767     | 18 mai       | EXO-K                 | Overdose                             | 10,258               |
| 768     | 25 mai       | EXO-K                 | Overdose                             | 9,130                |
| 769     | 1er juin     | EXO-K                 | Overdose                             | 7,080                |
| 770     | 8 juin       | VIXX                  | Eternity                             | 6,456                |
| —       | 15 juin      | Taeyang               | Eyes, Nose, Lips (en)                | 9,665                |
| 771     | 22 juin      | Taeyang               | Eyes, Nose, Lips (en)                | 9,199                |
| 772     | 29 juin      | BEAST                 | Good Luck (en)                       | 11,000               |
| 773     | 6 juillet    | Taeyang               | Eyes, Nose, Lips (en)                | 10,037               |
| 774     | 13 juillet   | BEAST                 | Good Luck (en)                       | 8,037                |
| 775     | 20 juillet   | f(x)                  | Red Light                            | 9,589                |
| 776     | 27 juillet   | Girl's Day            | Darling                              | 9,817                |
| 777     | 3 août       | Sistar                | Touch My Body                        | 9,576                |
| 778     | 10 août      | Sistar                | Touch My Body                        | 8,933                |
| 779     | 17 août      | Sistar                | Touch My Body                        | 9,585                |
| 780     | 24 août      | Winner                | Empty                                | 10,695               |
| 781     | 31 août      | Winner                | Empty                                | 7,398                |
| 782     | 7 septembre  | Sistar                | I Swear                              | 7,754                |
| 783     | 14 septembre | Super Junior          | Mamacita (en)                        | 8,208                |
| 784     | 21 septembre | Super Junior          | Mamacita (en)                        | 7,881                |
| —       | 28 septembre | Girls' Generation-TTS | Holler                               | 9,687                |
| 785     | 5 octobre    | Ailee                 | Don't Touch Me                       | 9,152                |
| 786     | 12 octobre   | Kim Dong-ryul (en)    | How I Am                             | 9,682                |
| 787     | 19 octobre   | IU                    | Sogyeokdong                          | 8,732                |
| 788     | 26 octobre   | VIXX                  | Error                                | 8,756                |
| 789     | 2 novembre   | BEAST                 | 12:30                                | 10,206               |
| 790     | 9 novembre   | BEAST                 | 12:30                                | 10,277               |
| 791     | 16 novembre  | MC Mong (en)          | Miss Me or Diss Me                   | 9,569                |
| 792     | 23 novembre  | Hi Suhyun (en)        | I'm Different (en)                   | 8,786                |
| 793     | 30 novembre  | GD X Taeyang (en)     | Good Boy                             | 7,667                |
| 794     | 7 décembre   | Apink                 | Luv                                  | 8,710                |
| 795     | 14 décembre  | Apink                 | Luv                                  | 7,915                |
| —       | 21 décembre  | 2014 SBS Gayo Daejun  | 2014 SBS Gayo Daejun                 | 2014 SBS Gayo Daejun |
| 796     | 28 décembre  | Apink                 | Luv                                  | 8,382                |

### 2015
| Episode | Date         | Artiste            | Chanson                     | Points |
| ------- | ------------ | ------------------ | --------------------------- | ------ |
| 797     | 4 janvier    | GD X Taeyang (en)  | Good Boy                    | 8,136  |
| 798     | 11 janvier   | EXID               | Up & Down (en)              | 8,346  |
| 799     | 18 janvier   | Jonghyun           | Déjà-Boo                    | 8,218  |
| 800     | 25 janvier   | Mad Clown          | Fire                        | 9,286  |
| 801     | 1er février  | Jung Yong-hwa      | One Fine Day (en)           | 8,106  |
| 802     | 8 février    | Infinite H         | Pretty                      | 9,408  |
| 803     | 15 février   | Naul (en)          | You From The Same Time      | 8,525  |
| —       | 22 février   | 4Minute            | Crazy                       | 7,526  |
| 804     | 1er mars     | 4Minute            | Crazy                       | 7,975  |
| 805     | 8 mars       | VIXX               | Love Equation               | 9,632  |
| 806     | 15 mars      | Shinhwa            | Sniper                      | 7,708  |
| 807     | 22 mars      | Shinhwa            | Sniper                      | 7,902  |
| 808     | 29 mars      | Red Velvet         | Ice Cream Cake (en)         | 8,504  |
| 809     | 5 avril      | EXO                | Call Me Baby                | 10,000 |
| 810     | 12 avril     | EXO                | Call Me Baby                | 9,717  |
| 811     | 19 avril     | EXO                | Call Me Baby                | 10,051 |
| 812     | 26 avril     | EXID               | Ah Yeah                     | 9,387  |
| 813     | 3 mai        | EXID               | Ah Yeah                     | 9,333  |
| 814     | 10 mai       | Big Bang           | Loser (en)                  | 10,909 |
| 815     | 17 mai       | Big Bang           | Loser (en)                  | 10,594 |
| 816     | 24 mai       | Big Bang           | Loser (en)                  | 10,127 |
| 817     | 31 mai       | Shinee             | View                        | 9,741  |
| 818     | 7 juin       | Shinee             | View                        | 10,850 |
| 819     | 14 juin      | Big Bang           | Bang Bang Bang              | 9,029  |
| 820     | 21 juin      | EXO                | Love Me Right               | 9,308  |
| 821     | 28 juin      | Big Bang           | Bang Bang Bang              | 9,981  |
| 822     | 5 juillet    | Sistar             | Shake It                    | 9,583  |
| 823     | 12 juillet   | Big Bang           | Sober (en)                  | 9,189  |
| 824     | 19 juillet   | Girls' Generation  | Party                       | 10,229 |
| 825     | 26 juillet   | Girls' Generation  | Party                       | 8,481  |
| 826     | 2 août       | Beast              | Gotta Go to Work            | 7,470  |
| 827     | 9 août       | Beast              | YeY                         | 7,154  |
| 828     | 16 août      | Big Bang           | Let's Not Fall in Love (en) | 9,000  |
| 829     | 23 août      | Big Bang           | Let's Not Fall in Love (en) | 11,000 |
| 830     | 30 août      | Girls' Generation  | Lion Heart                  | 9,561  |
| 831     | 6 septembre  | Girls' Generation  | Lion Heart                  | 10,520 |
| 832     | 13 septembre | Girls' Generation  | Lion Heart                  | 10,372 |
| 833     | 20 septembre | Red Velvet         | Dumb Dumb (ko)              | 10,651 |
| 834     | 27 septembre | iKon               | My Type                     | 9,273  |
| 835     | 4 octobre    | iKon               | My Type                     | 9,160  |
| —       | 11 octobre   | Im Chang-jung (en) | Love Again                  | 6,437  |
| 836     | 18 octobre   | Taeyeon            | I (en)                      | 10,140 |
| 837     | 25 octobre   | Taeyeon            | I (en)                      | 8,454  |
| 838     | 1er novembre | IU                 | Twenty-Three                | 8,208  |
| 839     | 8 novembre   | IU                 | Twenty-Three                | 9,514  |
| 840     | 15 novembre  | Zico               | Boys and Girls              | 7,777  |
| —       | 22 novembre  | Taeyeon            | I (en)                      | 6,627  |
| 841     | 29 novembre  | iKon               | Apology                     | 8,301  |
| 842     | 6 décembre   | EXID               | Hot Pink                    | 8,331  |
| 843     | 13 décembre  | PSY                | Daddy                       | 9,077  |
| 844     | 20 décembre  | PSY                | Daddy                       | 8,460  |
| —       | 27 décembre  | PSY                | Daddy                       | 6,382  |

### 2016
| Episode | Date         | Artiste            | Chanson                   | Points |
| ------- | ------------ | ------------------ | ------------------------- | ------ |
| 845     | 3 janvier    | Turbo (en)         | Again                     | 9,089  |
| 846     | 10 janvier   | Gary               | Lonely Night              | 7,202  |
| 847     | 17 janvier   | Suzy et Baekhyun   | Dream (en)                | 10,000 |
| 848     | 24 janvier   | Suzy et Baekhyun   | Dream (en)                | 8,854  |
| 849     | 31 janvier   | Suzy et Baekhyun   | Dream (en)                | 7,979  |
| —       | 7 février    | GFriend            | Rough (en)                | 8,881  |
| 850     | 14 février   | Taeyeon            | Rain                      | 9,797  |
| 851     | 21 février   | GFriend            | Rough (en)                | 9,386  |
| 852     | 28 février   | GFriend            | Rough (en)                | 9,429  |
| 853     | 6 mars       | Mamamoo            | You're the Best           | 9,433  |
| 854     | 13 mars      | Mamamoo            | You're the Best           | 9,825  |
| 855     | 20 mars      | Lee Hi             | Breathe                   | 9,194  |
| 856     | 27 mars      | Red Velvet         | One of These Nights (en)  | 9,495  |
| 857     | 3 avril      | GOT7               | Fly                       | 8,938  |
| 858     | 10 avril     | Block B            | A Few Years Later         | 8,229  |
| 859     | 17 avril     | 10cm (en)          | What the Spring??         | 7,660  |
| 860     | 24 avril     | Block B            | Toy                       | 10,324 |
| 861     | 1er mai      | Jung Eun-ji        | Hopefully Sky             | 9,334  |
| 862     | 8 mai        | TWICE              | Cheer Up (en)             | 10,429 |
| 863     | 15 mai       | BTS                | Fire (en)                 | 7,487  |
| 864     | 22 mai       | TWICE              | Cheer Up (en)             | 9,631  |
| 865     | 29 mai       | TWICE              | Cheer Up (en)             | 9,543  |
| 866     | 5 juin       | Baek A-yeon        | So-So                     | 7,118  |
| 867     | 12 juin      | EXID               | L.I.E                     | 7,208  |
| 868     | 19 juin      | EXO                | Monster                   | 11,000 |
| 869     | 26 juin      | EXO                | Monster                   | 9,430  |
| 870     | 3 juillet    | Sistar             | I Like That               | 9,144  |
| 871     | 10 juillet   | Taeyeon            | Why (en)                  | 10,557 |
| 872     | 17 juillet   | Wonder Girls       | Why So Lonely (en)        | 9,501  |
| 873     | 24 juillet   | GFriend            | Navillera (en)            | 10,328 |
| 874     | 31 juillet   | GFriend            | Navillera (en)            | 10,156 |
| 875     | 7 août       | GFriend            | Navillera (en)            | 10,028 |
| 876     | 14 août      | Hyuna              | How's This? (en)          | 7,575  |
| 877     | 21 août      | Blackpink          | Whistle                   | 9,030  |
| 878     | 28 août      | EXO                | Lotto                     | 10,122 |
| 879     | 4 septembre  | EXO                | Lotto                     | 7,733  |
| 880     | 11 septembre | Blackpink          | Whistle                   | 7,126  |
| —       | 18 septembre | Im Chang-jung (en) | The Love That I Committed | 6,727  |
| 881     | 25 septembre | Red Velvet         | Russian Roulette (en)     | 8,226  |
| 882     | 2 octobre    | Infinite           | The Eye                   | 7,744  |
| 883     | 9 octobre    | GOT7               | Hard Carry                | 9,185  |
| 884     | 16 octobre   | SHINee             | 1 of 1                    | 8,887  |
| 885     | 23 octobre   | BTS                | Blood, Sweat and Tears    | 10,000 |
| 886     | 30 octobre   | I.O.I              | Very Very Very            | 8,893  |
| 887     | 6 novembre   | TWICE              | TT (en)                   | 9,782  |
| 888     | 13 novembre  | TWICE              | TT (en)                   | 9,978  |
| 889     | 20 novembre  | TWICE              | TT (en)                   | 10,256 |
| 890     | 27 novembre  | Blackpink          | Playing with Fire         | 9,083  |
| 891     | 4 décembre   | Blackpink          | Playing with Fire         | 9,019  |
| 892     | 11 décembre  | Zico               | Bermuda Triangle          | 7,582  |
| 893     | 18 décembre  | Heize              | Star                      | 6,785  |
| —       | 25 décembre  | Big Bang           | Fxxk It (en)              | 9,500  |

### 2017
| Episode | Date         | Artiste             | Chanson                   | Points |
| ------- | ------------ | ------------------- | ------------------------- | ------ |
| 894     | 1er janvier  | Big Bang            | Fxxk It (en)              | 10,186 |
| 895     | 8 janvier    | Big Bang            | Fxxk It (en)              | 10,500 |
| 896     | 15 janvier   | Shinhwa             | Touch                     | 7,378  |
| 897     | 22 janvier   | Shinhwa             | Touch                     | 8,873  |
| —       | 29 janvier   | I.O.I               | Downpour                  | 5,558  |
| 898     | 5 février    | Dynamic Duo et Chen | Nosedive                  | 6,703  |
| 899     | 12 février   | Red Velvet          | Rookie (en)               | 8,075  |
| 900     | 19 février   | Red Velvet          | Rookie (en)               | 8,901  |
| 901     | 26 février   | BTS                 | Spring Day (en)           | 8,643  |
| 902     | 5 mars       | TWICE               | Knock Knock (en)          | 9,688  |
| 903     | 12 mars      | TWICE               | Knock Knock (en)          | 8,976  |
| —       | 19 mars      | TWICE               | Knock Knock (en)          | 9,421  |
| 904     | 26 mars      | Jung Key (en)       | Anymore                   | 5,407  |
| 905     | 2 avril      | Highlight           | Plz Don't Be Sad          | 9,274  |
| 906     | 9 avril      | IU                  | Through the Night (en)    | 7,576  |
| —       | 16 avril     | Winner              | Really Really             | 8,811  |
| 907     | 23 avril     | Winner              | Really Really             | 7,836  |
| 908     | 30 avril     | IU                  | Palette (en)              | 6,250  |
| 909     | 7 mai        | IU                  | Palette (en)              | 9,790  |
| 910     | 14 mai       | IU                  | Palette (en)              | 8,691  |
| 911     | 21 mai       | PSY                 | Luv It (en)               | 8,546  |
| 912     | 28 mai       | TWICE               | Signal (en)               | 9,190  |
| 913     | 4 juin       | TWICE               | Signal (en)               | 10,421 |
| 914     | 11 juin      | TWICE               | Signal (en)               | 9,499  |
| 915     | 18 juin      | G-Dragon            | Untitled, 2014 (en)       | 9,000  |
| 916     | 25 juin      | G-Dragon            | Untitled, 2014 (en)       | 8,768  |
| 917     | 2 juillet    | Blackpink           | As If It's Your Last (en) | 7,685  |
| 918     | 9 juillet    | Blackpink           | As If It's Your Last (en) | 8,652  |
| 919     | 16 juillet   | Blackpink           | As If It's Your Last (en) | 7,944  |
| 920     | 23 juillet   | Red Velvet          | Red Flavor (en)           | 9,467  |
| 921     | 30 juillet   | EXO                 | Ko Ko Bop                 | 8,372  |
| 922     | 6 août       | EXO                 | Ko Ko Bop                 | 8,346  |
| 923     | 13 août      | GFriend             | Love Whisper (en)         | 8,915  |
| 924     | 20 août      | Wanna One           | Energetic (en)            | 9,965  |
| 925     | 27 août      | Wanna One           | Energetic (en)            | 6,494  |
| 926     | 3 septembre  | Sunmi               | Gashina                   | 6,943  |
| 927     | 10 septembre | Sunmi               | Gashina                   | 7,385  |
| 928     | 17 septembre | EXO                 | Power                     | 6,483  |
| —       | 24 septembre | Sunmi               | Gashina                   | 6,929  |
| 929     | 1er octobre  | BTS                 | DNA (en)                  | 7,422  |
| 930     | 8 octobre    | BTS                 | DNA (en)                  | 7,421  |
| 931     | 15 octobre   | BTS                 | DNA (en)                  | 6,475  |
| —       | 22 octobre   | Bolbbalgan4         | Some                      | 6,514  |
| 932     | 29 octobre   | BtoB                | Missing You               | 9,238  |
| 933     | 5 novembre   | BtoB                | Missing You               | 6,594  |
| 934     | 12 novembre  | TWICE               | Likey (en)                | 9,808  |
| 935     | 19 novembre  | TWICE               | Likey (en)                | 8,744  |
| 936     | 26 novembre  | TWICE               | Likey (en)                | 7,707  |
| 937     | 3 décembre   | Minseo              | Yes                       | 5,936  |
| 938     | 10 décembre  | Red Velvet          | Peek-a-Boo (en)           | 8,295  |
| 939     | 17 décembre  | Zion.T              | Snow                      | 6,637  |
| —       | 24 décembre  | TWICE               | Heart Shaker (en)         | 10,236 |
| —       | 31 décembre  | TWICE               | Heart Shaker (en)         | 8,878  |

### 2018
| Episode | Date         | Artiste            | Chanson                                        | Points |
| ------- | ------------ | ------------------ | ---------------------------------------------- | ------ |
| 940     | 7 janvier    | TWICE              | Heart Shaker (en)                              | 7,926  |
| 941     | 14 janvier   | Red Velvet         | Peek-a-Boo (en)                                | 6,477  |
| 942     | 21 janvier   | Infinite           | Tell Me                                        | 6,428  |
| 943     | 28 janvier   | Sunmi              | Gashina                                        | 7,017  |
| 944     | 4 février    | Sunmi              | Gashina                                        | 7,146  |
| —       | 11 février   | Red Velvet         | Bad Boy (en)                                   | 9,490  |
| 945     | 18 février   | iKON               | Love Scenario (en)                             | 8,543  |
| 946     | 25 février   | iKON               | Love Scenario (en)                             | 8,986  |
| 947     | 4 mars       | iKON               | Love Scenario (en)                             | 9,091  |
| 948     | 11 mars      | Momoland           | Bboom Bboom (en)                               | 9,051  |
| 949     | 18 mars      | Mamamoo            | Starry Night                                   | 9,158  |
| 950     | 25 mars      | Mamamoo            | Starry Night                                   | 6,853  |
| 951     | 1er avril    | Mamamoo            | Starry Night                                   | 7,265  |
| 952     | 8 avril      | Momoland           | Bboom Bboom (en)                               | 7,409  |
| 953     | 15 avril     | Winner             | Everyday                                       | 8,799  |
| 954     | 22 avril     | TWICE              | What Is Love? (en)                             | 10,527 |
| 955     | 29 avril     | TWICE              | What Is Love? (en)                             | 9,752  |
| 956     | 6 mai        | TWICE              | What Is Love? (en)                             | 9,575  |
| 957     | 13 mai       | GFriend            | Time for the Moon Night (en)                   | 8,811  |
| 958     | 20 mai       | GFriend            | Time for the Moon Night (en)                   | 6,972  |
| 959     | 27 mai       | BTS                | Fake Love (en)                                 | 7,068  |
| 960     | 3 juin       | BTS                | Fake Love (en)                                 | 10,918 |
| 961     | 10 juin      | BTS                | Fake Love (en)                                 | 8,681  |
| 962     | 17 juin      | Bolbbalgan4        | Travel                                         | 7,427  |
| 963     | 24 juin      | Blackpink          | Ddu-Du Ddu-Du                                  | 6,886  |
| 964     | 1er juillet  | Blackpink          | Ddu-Du Ddu-Du                                  | 10,170 |
| 965     | 8 juillet    | Blackpink          | Ddu-Du Ddu-Du                                  | 9,753  |
| 966     | 15 juillet   | Apink              | I'm So Sick                                    | 8,812  |
| 967     | 22 juillet   | TWICE              | Dance the Night Away (en)                      | 10,571 |
| 968     | 29 juillet   | TWICE              | Dance the Night Away (en)                      | 9,086  |
| 969     | 5 août       | TWICE              | Dance the Night Away (en)                      | 9,221  |
| 970     | 12 août      | Zico               | SoulMate                                       | 6,816  |
| —       | 19 août      | Red Velvet         | Power Up (en)                                  | 10,494 |
| 971     | 26 août      | Red Velvet         | Power Up (en)                                  | 8,864  |
| 972     | 2 septembre  | BTS                | Idol                                           | 6,038  |
| 973     | 9 septembre  | BTS                | Idol                                           | 9,513  |
| 974     | 16 septembre | BTS                | Idol                                           | 8,320  |
| 975     | 23 septembre | Sunmi              | Siren                                          | 7,426  |
| 976     | 30 septembre | GOT7               | Lullaby                                        | 6,228  |
| 977     | 7 octobre    | Im Chang-jung (en) | There Has Never Been a Day I Haven't Loved You | 6,723  |
| 978     | 14 octobre   | iKON               | Goodbye Road                                   | 8,953  |
| 979     | 21 octobre   | IU                 | Bbibbi (en)                                    | 9,341  |
| 979     | 28 octobre   | IU                 | Bbibbi (en)                                    | 9,648  |
| —       | 4 novembre   | IU                 | Bbibbi (en)                                    | 7,905  |
| 980     | 11 novembre  | Paul Kim (en)      | Me After You                                   | 6,076  |
| —       | 18 novembre  | TWICE              | Yes or Yes (en)                                | 10,303 |
| 981     | 25 novembre  | Jennie             | Solo (en)                                      | 10,002 |
| 982     | 2 décembre   | Jennie             | Solo (en)                                      | 9,719  |
| 983     | 9 décembre   | Mino               | Fiancé                                         | 9,492  |
| 984     | 16 décembre  | Jennie             | Solo (en)                                      | 7,113  |
| —       | 23 décembre  | Ben (en)           | 180 Degree                                     | 6,360  |
| —       | 30 décembre  | Winner             | Millions (en)                                  | 7,314  |

### 2019
| Episode | Date          | Artiste           | Chanson                                              | Points |
| ------- | ------------- | ----------------- | ---------------------------------------------------- | ------ |
| 985     | 6 janvier     | Winner            | Millions (en)                                        | 6,453  |
| 986     | 13 janvier    | Chungha           | Gotta Go (en)                                        | 8,918  |
| 987     | 20 janvier    | Apink             | %% (Eung Eung)                                       | 6,690  |
| 988     | 27 janvier    | GFriend           | Sunrise (en)                                         | 7,594  |
| 989     | 3 février     | SEVENTEEN         | Home                                                 | 6,696  |
| —       | 10 février    | Woody (en)        | Home                                                 | 5,790  |
| 990     | 17 février    | Woody (en)        | Home                                                 | 5,905  |
| 991     | 24 février    | Itzy              | Dalla Dalla (en)                                     | 7,749  |
| 992     | 3 mars        | Itzy              | Dalla Dalla (en)                                     | 6,955  |
| 993     | 10 mars       | Itzy              | Dalla Dalla (en)                                     | 6,694  |
| 994     | 17 mars       | N.Flying          | Rooftop                                              | 5,657  |
| 995     | 24 mars       | Epik High         | Love Drunk                                           | 7,212  |
| 996     | 31 mars       | Mamamoo           | Gogobebe                                             | 7,249  |
| 997     | 7 avril       | Taeyeon           | Four Seasons (en)                                    | 7,892  |
| 998     | 14 avril      | Chen              | Beautiful Goodbye (en)                               | 6,007  |
| 999     | 21 avril      | Blackpink         | Kill This Love (en)                                  | 8,163  |
| 1000    | 28 avril      | BTS               | Boy with Luv (en)                                    | 11,000 |
| —       | 5 mai         | TWICE             | Fancy (en)                                           | 9,841  |
| 1001    | 12 mai        | BTS               | Boy with Luv (en)                                    | 9,679  |
| 1002    | 19 mai        | BTS               | Boy with Luv (en)                                    | 8,659  |
| 1003    | 26 mai        | Blackpink         | Kill This Love (en)                                  | 6,271  |
| 1004    | 2 juin        | GOT7              | Eclipse                                              | 5,002  |
| 1005    | 9 juin        | Davichi           | Unspoken Words                                       | 5,483  |
| 1006    | 16 juin       | Lee Hi            | No One (en)                                          | 6,516  |
| 1007    | 23 juin       | Kim Na-young (en) | To Be Honest                                         | 5,953  |
| —       | 30 juin       | Red Velvet        | Zimzalabim (en)                                      | 8,012  |
| 1008    | 7 juillet     | Chungha           | Snapping (en)                                        | 8,565  |
| 1009    | 14 juillet    | GFriend           | Fever (en)                                           | 6,857  |
| 1010    | 21 juillet    | Heize             | We Don't Talk Together                               | 6,068  |
| 1011    | 28 juillet    | Ben (en)          | Thank You for Goodbye                                | 5,781  |
| 1012    | 4 août        | Ben (en)          | Thank You for Goodbye                                | 5,806  |
| 1013    | 11 août       | Itzy              | Icy (en)                                             | 8,317  |
| 1014    | 18 août       | Oh My Girl        | Bungee                                               | 6,099  |
| 1015    | 25 août       | Itzy              | Icy (en)                                             | 5,905  |
| 1016    | 1er septembre | Red Velvet        | Umpah Umpah (en)                                     | 8,317  |
| 1017    | 8 septembre   | X1                | Flash (en)                                           | 6,628  |
| —       | 15 septembre  | X1                | Flash (en)                                           | 6,771  |
| 1018    | 22 septembre  | Bolbbalgan4       | Workaholic                                           | 6,597  |
| 1019    | 29 septembre  | Bolbbalgan4       | Workaholic                                           | 6,281  |
| 1020    | 6 octobre     | TWICE             | Feel Special (en)                                    | 8,182  |
| —       | 13 octobre    | TWICE             | Feel Special (en)                                    | 6,505  |
| 1021    | 20 octobre    | AKMU              | How Can I Love the Heartbreak, You're the One I Love | 6,166  |
| —       | 27 octobre    | AKMU              | How Can I Love the Heartbreak, You're the One I Love | 6,234  |
| 1022    | 3 novembre    | NU'EST            | Love Me                                              | 6,024  |
| 1023    | 10 novembre   | Taeyeon           | Spark (en)                                           | 9,782  |
| 1024    | 17 novembre   | IU                | Love Poem (en)                                       | 6,099  |
| 1025    | 24 novembre   | Mamamoo           | Hip (en)                                             | 6,879  |
| 1026    | 1er décembre  | IU                | Blueming (en)                                        | 9,703  |
| 1027    | 8 décembre    | IU                | Blueming (en)                                        | 6,521  |
| 1028    | 15 décembre   | IU                | Blueming (en)                                        | 7,040  |
| —       | 22 décembre   | Mamamoo           | Hip (en)                                             | 6,231  |
| —       | 18 décembre   | Mamamoo           | Hip (en)                                             | 6,330  |

### 2020
| Episode | Date         | Artiste                   | Chanson                       | Points |
| ------- | ------------ | ------------------------- | ----------------------------- | ------ |
| 1029    | 5 janvier    | Red Velvet                | Psycho (en)                   | 10,028 |
| 1030    | 12 janvier   | Red Velvet                | Psycho (en)                   | 8,992  |
| 1031    | 19 janvier   | Red Velvet                | Psycho (en)                   | 7,644  |
| —       | 26 janvier   | Zico                      | Any Song (en)                 | 7,038  |
| 1032    | 2 février    | Zico                      | Any Song (en)                 | 9,033  |
| 1033    | 9 février    | Zico                      | Any Song (en)                 | 8,464  |
| 1034    | 16 février   | GFriend                   | Crossroads (en)               | 5,999  |
| 1035    | 23 février   | Noel (en)                 | Late Night                    | 5,864  |
| 1036    | 1er mars     | BTS                       | On (en)                       | 7,393  |
| 1037    | 8 mars       | BTS                       | On (en)                       | 10,627 |
| 1038    | 15 mars      | BTS                       | On (en)                       | 9,682  |
| 1039    | 22 mars      | Itzy                      | Wannabe (en)                  | 10,108 |
| 1040    | 29 mars      | Itzy                      | Wannabe (en)                  | 9,315  |
| 1041    | 5 avril      | Itzy                      | Wannabe (en)                  | 7,752  |
| 1042    | 12 avril     | Suho                      | Let's Love (en)               | 5,707  |
| 1043    | 19 avril     | (G)I-dle                  | Oh My God (en)                | 8,332  |
| 1044    | 26 avril     | Apink                     | Dumhdurum                     | 9,103  |
| 1045    | 3 mai        | Apink                     | Dumhdurum                     | 6,553  |
| 1046    | 10 mai       | Oh My Girl                | Nonstop                       | 9,737  |
| 1047    | 17 mai       | IU                        | Eight (en)                    | 8,853  |
| 1048    | 24 mai       | IU                        | Eight (en)                    | 8,834  |
| 1049    | 31 mai       | IU                        | Eight (en)                    | 7,588  |
| 1050    | 7 juin       | Baekhyun                  | Candy (en)                    | 7,767  |
| 1051    | 14 juin      | TWICE                     | More & More (en)              | 10,558 |
| 1052    | 21 juin      | TWICE                     | More & More (en)              | 9,309  |
| 1053    | 28 juin      | Iz*One                    | Secret Story of the Swan (en) | 6,911  |
| 1054    | 5 juillet    | Blackpink                 | How You Like That (en)        | 6,027  |
| 1055    | 12 juillet   | Blackpink                 | How You Like That (en)        | 8,973  |
| 1056    | 19 juillet   | Blackpink                 | How You Like That (en)        | 8,929  |
| 1057    | 26 juillet   | Hwasa                     | Maria                         | 6,936  |
| 1058    | 2 août       | Hwasa                     | Maria                         | 7,889  |
| 1059    | 9 août       | Hwasa                     | Maria                         | 8,045  |
| 1060    | 16 août      | (G)I-dle                  | Dumdi Dumdi (en)              | 7,143  |
| 1061    | 23 août      | (G)I-dle                  | Dumdi Dumdi (en)              | 7,007  |
| 1062    | 30 août      | BTS                       | Dynamite                      | 6,397  |
| 1063    | 6 septembre  | BTS                       | Dynamite                      | 8,935  |
| 1064    | 13 septembre | BTS                       | Dynamite                      | 8,626  |
| 1065    | 20 septembre | Blackpink et Selena Gomez | Ice Cream (en)                | 6,484  |
| 1066    | 27 septembre | Blackpink et Selena Gomez | Ice Cream (en)                | 6,428  |
| —       | 4 octobre    | Blackpink et Selena Gomez | Ice Cream (en)                | 6,267  |
| 1067    | 11 octobre   | Blackpink                 | Lovesick Girls                | 6,376  |
| 1068    | 18 octobre   | Blackpink                 | Lovesick Girls                | 10,238 |
| 1069    | 25 octobre   | Blackpink                 | Lovesick Girls                | 7,532  |
| —       | 1er novembre | SEVENTEEN                 | Home;Run                      | 6,889  |
| 1070    | 8 novembre   | TWICE                     | I Can't Stop Me (en)          | 7,460  |
| 1071    | 15 novembre  | TWICE                     | I Can't Stop Me (en)          | 6,965  |
| 1072    | 22 novembre  | Taemin                    | Idea                          | 5,911  |
| 1073    | 29 novembre  | BTS                       | Life Goes On (en)             | 6,758  |
| 1074    | 6 décembre   | BTS                       | Life Goes On (en)             | 10,234 |
| 1075    | 13 décembre  | BTS                       | Life Goes On (en)             | 9,196  |
| —       | 20 décembre  | Iz*One                    | Panorama (en)                 | 6,907  |
| —       | 27 décembre  | Taeyeon                   | What Do I Call You (en)       | 5,744  |

### 2021
| Episode | Date         | Artiste                  | Chanson                  | Points                   |
| ------- | ------------ | ------------------------ | ------------------------ | ------------------------ |
| —       | 3 janvier    | TWICE                    | I Can't Stop Me (en)     | 5,158                    |
| 1076    | 10 janvier   | KyoungSeo                | Shiny Star               | 4,863                    |
| 1077    | 17 janvier   | Aespa                    | Black Mamba (en)         | 4,097                    |
| 1078    | 24 janvier   | (G)I-dle                 | Hwaa (en)                | 9,653                    |
| 1079    | 31 janvier   | (G)I-dle                 | Hwaa (en)                | 6,412                    |
| 1080    | 7 février    | IU                       | Celebrity (en)           | 9,073                    |
| —       | 14 février   | Pas d'émission / gagnant | Pas d'émission / gagnant | Pas d'émission / gagnant |
| 1081    | 21 février   | IU                       | Celebrity (en)           | 8,101                    |
| 1082    | 28 février   | IU                       | Celebrity (en)           | 6,546                    |
| 1083    | 7 mars       | SHINee                   | Don't Call Me            | 9,115                    |
| 1084    | 14 mars      | Brave Girls              | Rollin' (en)             | 6,270                    |
| 1085    | 21 mars      | Brave Girls              | Rollin' (en)             | 6,569                    |
| 1086    | 28 mars      | Rosé                     | On the Ground (en)       | 8,351                    |
| 1087    | 4 avril      | IU                       | Lilac (en)               | 7,521                    |
| 1088    | 11 avril     | IU                       | Lilac (en)               | 7,706                    |
| 1089    | 18 avril     | IU                       | Lilac (en)               | 6,760                    |
| 1090    | 25 avril     | Kang Daniel              | Antidote                 | 6,539                    |
| 1091    | 2 mai        | NU'EST                   | Inside Out               | 6,047                    |
| 1092    | 9 mai        | Brave Girls              | Rollin' (en)             | 6,411                    |
| 1093    | 16 mai       | Itzy                     | In the Morning (en)      | 7,391                    |
| 1094    | 23 mai       | NCT Dream                | Hot Sauce (en)           | 9,405                    |
| 1095    | 30 mai       | BTS                      | Butter (en)              | 7,161                    |
| 1096    | 6 juin       | BTS                      | Butter (en)              | 10,262                   |
| 1097    | 13 juin      | BTS                      | Butter (en)              | 9,744                    |
| 1098    | 20 juin      | TWICE                    | Alcohol-Free (en)        | 7,002                    |
| 1099    | 27 juin      | TWICE                    | Alcohol-Free (en)        | 8,440                    |
| 1100    | 4 juillet    | Brave Girls              | Chi Mat Ba Ram (en)      | 8,001                    |
| 1101    | 11 juillet   | NCT Dream                | Hello Future             | 7,323                    |
| 1102    | 18 juillet   | BTS                      | Permission to Dance (en) | 6,933                    |
| —       | 25 juillet   | Pas d'émission / gagnant | Pas d'émission / gagnant | Pas d'émission / gagnant |
| —       | 1er août     | Pas d'émission / gagnant | Pas d'émission / gagnant | Pas d'émission / gagnant |
| 1103    | 8 août       | BTS                      | Permission to Dance (en) | 8,651                    |
| 1104    | 15 août      | BTS                      | Permission to Dance (en) | 7,090                    |
| 1105    | 22 août      | Lee Mu-jin (en)          | Traffic Light (en)       | 6,081                    |
| 1106    | 29 août      | Red Velvet               | Queendom                 | 8,378                    |
| 1107    | 5 septembre  | Stray Kids               | Thunderous (en)          | 6,686                    |
| 1108    | 12 septembre | Red Velvet               | Queendom                 | 5,781                    |
| 1109    | 19 septembre | Lee Mu-jin (en)          | Traffic Light (en)       | 5,636                    |
| 1110    | 26 septembre | Lee Mu-jin (en)          | Traffic Light (en)       | 5,523                    |
| 1111    | 3 octobre    | NCT 127                  | Sticker (en)             | 5,849                    |
| 1112    | 10 octobre   | Itzy                     | Loco (en)                | 6,379                    |
| 1113    | 17 octobre   | Aespa                    | Savage (en)              | 10,699                   |
| 1114    | 24 octobre   | Aespa                    | Savage (en)              | 9,388                    |
| 1115    | 31 octobre   | IU                       | Strawberry Moon (en)     | 7,994                    |
| —       | 7 novembre   | Pas d'émission / gagnant | Pas d'émission / gagnant | Pas d'émission / gagnant |
| 1116    | 14 novembre  | The Boyz                 | Maverick                 | 5,902                    |
| 1117    | 21 novembre  | IU                       | Strawberry Moon (en)     | 6,191                    |
| 1118    | 28 novembre  | TWICE                    | Scientist (en)           | 5,988                    |
| 1119    | 5 décembre   | Aespa                    | Savage (en)              | 6,330                    |
| 1120    | 12 décembre  | IU                       | Strawberry Moon (en)     | 5,533                    |
| —       | 19 décembre  | Pas d'émission / gagnant | Pas d'émission / gagnant | Pas d'émission / gagnant |
| —       | 26 décembre  | Pas d'émission / gagnant | Pas d'émission / gagnant | Pas d'émission / gagnant |

### 2022
| Episode | Date         | Artiste                  | Chanson                  | Points                   |
| ------- | ------------ | ------------------------ | ------------------------ | ------------------------ |
| —       | 2 janvier    | Pas d'émission / gagnant | Pas d'émission / gagnant | Pas d'émission / gagnant |
| 1121    | 9 janvier    | IVE                      | ELEVEN (en)              | 8 533                    |
| 1122    | 16 janvier   | IVE                      | ELEVEN (en)              | 6 583                    |
| 1122    | 23 janvier   | IVE                      | ELEVEN (en)              | 5 927                    |
| 1124    | 30 janvier   | Got the Beat (en)        | Step Back (en)           | 5 612                    |
| —       | 6 février    | Pas d'émission / gagnant | Pas d'émission / gagnant | Pas d'émission / gagnant |
| —       | 13 février   | Pas d'émission / gagnant | Pas d'émission / gagnant | Pas d'émission / gagnant |
| 1125    | 20 février   | Got the Beat (en)        | Step Back (en)           | 7 224                    |
| 1126    | 27 février   | Taeyeon                  | INVU (en)                | 7 041                    |
| 1127    | 6 mars       | Taeyeon                  | INVU (en)                | 6 783                    |
| 1128    | 13 mars      | Taeyeon                  | INVU (en)                | 7 083                    |
| 1129    | 20 mars      | Kim Minseok (en)         | Drunken Confession       | 5 514                    |
| 1130    | 27 mars      | (G)I-dle                 | Tomboy (en)              | 8 037                    |
| 1131    | 3 avril      | (G)I-dle                 | Tomboy (en)              | 9 648                    |
| 1132    | 10 avril     | NCT Dream                | Glitch Mode (en)         | 6 845                    |
| 1133    | 17 avril     | Big Bang                 | Still Life (en)          | 8 673                    |
| 1134    | 24 avril     | Big Bang                 | Still Life (en)          | 9 394                    |
| 1135    | 1er mai      | Big Bang                 | Still Life (en)          | 8 681                    |
| 1136    | 8 mai        | IVE                      | LOVE DIVE (en)           | 6 726                    |
| 1137    | 15 mai       | PSY                      | That That (en)           | 9 402                    |
| 1138    | 22 mai       | PSY                      | That That (en)           | 9 108                    |
| 1139    | 29 mai       | PSY                      | That That (en)           | 7 620                    |
| 1140    | 5 juin       | (G)I-dle                 | Tomboy (en)              | 6 314                    |
| 1141    | 12 juin      | NCT Dream                | Beatbox (en)             | 7 292                    |
| 1142    | 19 juin      | BTS                      | Yet to Come (en)         | 7 007                    |
| 1143    | 26 juin      | BTS                      | Yet to Come (en)         | 9 479                    |
| 1144    | 3 juillet    | IVE                      | LOVE DIVE (en)           | 6 126                    |
| 1145    | 10 juillet   | Nayeon                   | Pop! (en)                | 6 922                    |
| 1146    | 17 juillet   | IVE                      | LOVE DIVE (en)           | 5 955                    |
| 1147    | 24 juillet   | Nayeon                   | Pop! (en)                | 7 103                    |
| 1148    | 31 juillet   | SEVENTEEN                | World                    | 7 092                    |
| 1149    | 7 août       | Nayeon                   | Pop! (en)                | 7 201                    |
| 1150    | 14 août      | Itzy                     | Sneakers (en)            | 7 353                    |
| 1151    | 21 août      | NewJeans                 | Attention (en)           | 8 273                    |
| 1152    | 28 août      | NewJeans                 | Attention (en)           | 6 300                    |
| 1153    | 4 septembre  | Blackpink                | Pink Venom               | 9 292                    |
| —       | 11 septembre | Pas d'émission / gagnant | Pas d'émission / gagnant | Pas d'émission / gagnant |
| 1154    | 18 septembre | Blackpink                | Pink Venom               | 7 977                    |
| 1155    | 25 septembre | Blackpink                | Pink Venom               | 7 129                    |
| 1156    | 2 octobre    | Blackpink                | Shut Down                | 9 077                    |
| 1157    | 9 octobre    | Blackpink                | Shut Down                | 8 991                    |
| 1158    | 16 octobre   | Blackpink                | Shut Down                | 7 641                    |
| 1159    | 23 octobre   | IVE                      | After Like (en)          | 7 038                    |
| —       | 30 octobre   | Pas d'émission / gagnant | Pas d'émission / gagnant | Pas d'émission / gagnant |
| 1160    | 6 novembre   | (G)I-dle                 | Nxde (en)                | 9 409                    |
| 1161    | 13 novembre  | (G)I-dle                 | Nxde (en)                | 9 164                    |
| 1162    | 20 novembre  | (G)I-dle                 | Nxde (en)                | 6 624                    |
| 1163    | 27 novembre  | Younha                   | Event Horizon            | 6 482                    |
| 1164    | 4 décembre   | Younha                   | Event Horizon            | 6 319                    |
| 1165    | 11 décembre  | Younha                   | Event Horizon            | 6 164                    |
| —       | 18 décembre  | Pas d'émission / gagnant | Pas d'émission / gagnant | Pas d'émission / gagnant |
| —       | 25 décembre  | Pas d'émission / gagnant | Pas d'émission / gagnant | Pas d'émission / gagnant |

### 2023
| Episode | Date         | Artiste                                                      | Chanson                                                      | Points                                                       |
| ------- | ------------ | ------------------------------------------------------------ | ------------------------------------------------------------ | ------------------------------------------------------------ |
| —       | 1er janvier  | Pas d'émission / gagnant                                     | Pas d'émission / gagnant                                     | Pas d'émission / gagnant                                     |
| 1166    | 8 janvier    | NewJeans                                                     | Ditto (en)                                                   | 6 719                                                        |
| 1167    | 15 janvier   | NewJeans                                                     | OMG (en)                                                     | 8 795                                                        |
| —       | 22 janvier   | Pas d'émission / gagnant                                     | Pas d'émission / gagnant                                     | Pas d'émission / gagnant                                     |
| 1168    | 29 janvier   | NewJeans                                                     | Ditto (en)                                                   | 7 119                                                        |
| 1169    | 5 février    | NewJeans                                                     | Ditto (en)                                                   | 6 006                                                        |
| 1170    | 12 février   | TXT                                                          | Sugar Rush Ride (en)                                         | 7 233                                                        |
| 1171    | 19 février   | Seventeen BSS                                                | Fighting                                                     | 8 165                                                        |
| 1172    | 26 février   | STAYC                                                        | Teddy Bear                                                   | 5 774                                                        |
| 1173    | 5 mars       | The Boyz                                                     | Roar                                                         | 6 463                                                        |
| —       | 12 mars      | Pas d'émission / gagnant                                     | Pas d'émission / gagnant                                     | Pas d'émission / gagnant                                     |
| 1174    | 19 mars      | NewJeans                                                     | OMG (en)                                                     | 5 781                                                        |
| 1175    | 26 mars      | NewJeans                                                     | OMG (en)                                                     | 6 309                                                        |
| 1176    | 2 avril      | NewJeans                                                     | Hype Boy (en)                                                | 5 932                                                        |
| 1177    | 9 avril      | IVE                                                          | Kitsch (en)                                                  | 8 273                                                        |
| 1178    | 16 avril     | Jisoo                                                        | Flower (en)                                                  | 8 714                                                        |
| 1179    | 23 avril     | IVE                                                          | I Am (en)                                                    | 10 586                                                       |
| 1180    | 30 avril     | Jisoo                                                        | Flower (en)                                                  | 7 902                                                        |
| 1181    | 7 mai        | Seventeen                                                    | Super                                                        | 7 884                                                        |
| 1182    | 14 mai       | Le Sserafim                                                  | Unforgiven (en)                                              | 8 466                                                        |
| 1183    | 21 mai       | aespa                                                        | Spicy (en)                                                   | 7 742                                                        |
| 1184    | 28 mai       | (G)I-dle                                                     | Queencard (en)                                               | 8 779                                                        |
| 1185    | 4 juin       | (G)I-dle                                                     | Queencard (en)                                               | 9 423                                                        |
| 1186    | 11 juin      | (G)I-dle                                                     | Queencard (en)                                               | 8 112                                                        |
| 1187    | 18 juin      | IVE                                                          | I Am (en)                                                    | 6 398                                                        |
| 1188    | 25 juin      | IVE                                                          | I Am (en)                                                    | 6 882                                                        |
| 1189    | 2 juillet    | Jisoo                                                        | Flower (en)                                                  | 6 961                                                        |
| 1190    | 9 juillet    | Shinee                                                       | HARD                                                         | 6 666                                                        |
| 1191    | 16 juillet   | Le Sserafim                                                  | Eve, Psyche & the Bluebeard's Wife (en)                      | 6 463                                                        |
| 1192    | 23 juillet   | New Jeans                                                    | Super Shy (en)                                               | 6 994                                                        |
| 1193    | 30 juillet   | Jungkook                                                     | Seven (en)                                                   | 8 074                                                        |
| 1194    | 6 août       | Jungkook                                                     | Seven (en)                                                   | 8 379                                                        |
| 1195    | 13 août      | Jungkook                                                     | Seven (en)                                                   | 8 425                                                        |
| 1196    | 20 août      | NewJeans                                                     | Super Shy (en)                                               | 6 724                                                        |
| 1197    | 27 août      | NewJeans                                                     | Super Shy (en)                                               | 7 211                                                        |
| 1198    | 3 septembre  | NewJeans                                                     | ETA (en)                                                     | 6 572                                                        |
| 1199    | 10 septembre | NewJeans                                                     | ETA (en)                                                     | 6 111                                                        |
| 1200    | 17 septembre | AKMU                                                         | Love Lee (en)                                                | 6 337                                                        |
| —       | 24 septembre | Annulé en raison de la diffusion des Jeux asiatiques de 2022 | Annulé en raison de la diffusion des Jeux asiatiques de 2022 | Annulé en raison de la diffusion des Jeux asiatiques de 2022 |
| —       | 1er octobre  | Annulé en raison de la diffusion des Jeux asiatiques de 2022 | Annulé en raison de la diffusion des Jeux asiatiques de 2022 | Annulé en raison de la diffusion des Jeux asiatiques de 2022 |
| —       | 8 octobre    | Épisode spécial : Inkigayo à Tokyo                           | Épisode spécial : Inkigayo à Tokyo                           | Épisode spécial : Inkigayo à Tokyo                           |
| 1201    | 15 octobre   | AKMU                                                         | Love Lee (en)                                                | 6 330                                                        |
| 1202    | 22 octobre   | AKMU                                                         | Love Lee (en)                                                | 6 278                                                        |
| 1203    | 29 octobre   | IVE                                                          | Either Way (en)                                              | 6 433                                                        |
| 1204    | 5 novembre   | Seventeen                                                    | God Of Music                                                 | 8 290                                                        |
| 1205    | 12 novembre  | IVE                                                          | Baddie (en)                                                  | 6 292                                                        |
| 1206    | 19 novembre  | IVE                                                          | Baddie (en)                                                  | 6 089                                                        |
| 1207    | 26 novembre  | aespa                                                        | Drama (en)                                                   | 6 719                                                        |
| 1208    | 3 décembre   | IVE                                                          | Baddie (en)                                                  | 5 731                                                        |
| 1209    | 10 décembre  | Taeyeon                                                      | To. X (en)                                                   | 5 675                                                        |
| —       | 17 décembre  | Pas d'émission / gagnant                                     | Pas d'émission / gagnant                                     | Pas d'émission / gagnant                                     |
| —       | 24 décembre  | Pas d'émission / gagnant                                     | Pas d'émission / gagnant                                     | Pas d'émission / gagnant                                     |
| —       | 31 décembre  | Pas d'émission / gagnant                                     | Pas d'émission / gagnant                                     | Pas d'émission / gagnant                                     |

### 2024
| Episode | Date          | Artiste                  | Chanson                  | Points                   |
| ------- | ------------- | ------------------------ | ------------------------ | ------------------------ |
| 1210    | 7 janvier     | aespa                    | Drama (en)               | 7 605                    |
| 1211    | 14 janvier    | aespa                    | Drama (en)               | 7 330                    |
| 1212    | 21 janvier    | Riize                    | Love 119                 | 6 167                    |
| 1213    | 28 janvier    | NMIXX                    | Dash (en)                | 5 901                    |
| 1214    | 4 février     | IU                       | Love Wins All (en)       | 8 808                    |
| —       | 11 février    | Pas d'émission / gagnant | Pas d'émission / gagnant | Pas d'émission / gagnant |
| 1215    | 18 février    | IU                       | Love Wins All (en)       | 8 596                    |
| 1216    | 25 février    | IU                       | Love Wins All (en)       | 7 692                    |
| 1217    | 3 mars        | Le Sserafim              | Easy (en)                | 7 400                    |
| 1218    | 10 mars       | Le Sserafim              | Easy (en)                | 7 148                    |
| 1219    | 17 mars       | Bibi                     | Bam Yang Gang (en)       | 6 729                    |
| 1220    | 24 mars       | TWS (en)                 | Plot Twist               | 6 414                    |
| 1221    | 31 mars       | (G)I-dle                 | Fate (en)                | 6 119                    |
| 1222    | 7 avril       | (G)I-dle                 | Fate (en)                | 6 104                    |
| 1223    | 14 avril      | (G)I-dle                 | Fate (en)                | 6 056                    |
| 1224    | 21 avril      | Illit                    | Magnetic (en)            | 7 545                    |
| 1225    | 28 avril      | Illit                    | Magnetic (en)            | 6 306                    |
| 1226    | 5 mai         | Illit                    | Magnetic (en)            | 6 640                    |
| 1227    | 12 mai        | Zico                     | Spot! (en)               | 6 861                    |
| 1228    | 19 mai        | Zico                     | Spot! (en)               | 7 968                    |
| 1229    | 26 mai        | Aespa                    | Supernova (en)           | 6 807                    |
| —       | 2 juin        | Pas d'émission / gagnant | Pas d'émission / gagnant | Pas d'émission / gagnant |
| —       | 9 juin        | Pas d'émission / gagnant | Pas d'émission / gagnant | Pas d'émission / gagnant |
| 1230    | 16 juin       | Aespa                    | Supernova (en)           | 8 411                    |
| 1231    | 23 juin       | Aespa                    | Supernova (en)           | 7 007                    |
| 1232    | 30 juin       | Riize                    | Boom Boom Bass           | 6 353                    |
| 1233    | 7 juillet     | Lee Young-ji (en)        | Small Girl               | 7 227                    |
| 1234    | 14 juillet    | Lee Young-ji (en)        | Small Girl               | 6 150                    |
| —       | 21 juillet    | Pas d'émission / gagnant | Pas d'émission / gagnant | Pas d'émission / gagnant |
| —       | 28 juillet    | Pas d'émission / gagnant | Pas d'émission / gagnant | Pas d'émission / gagnant |
| —       | 4 août        | Pas d'émission / gagnant | Pas d'émission / gagnant | Pas d'émission / gagnant |
| 1235    | 11 août       | (G)I-dle                 | Klaxon (en)              | 6 883                    |
| 1236    | 18 août       | (G)I-dle                 | Klaxon (en)              | 6 862                    |
| 1237    | 25 août       | (G)I-dle                 | Klaxon (en)              | 6 737                    |
| 1238    | 1er septembre | NMIXX                    | See That? (en)           | 6 591                    |
| 1239    | 8 septembre   | Zerobaseone              | Good So Bad (en)         | 5 739                    |
| —       | 15 septembre  | Pas d'émission           | Pas d'émission           | Pas d'émission           |
| 1240    | 22 septembre  | BoyNextDoor              | Nice Guy                 | 6 371                    |
| 1241    | 29 septembre  | Day6                     | Happy                    | 6 380                    |
| 1242    | 6 octobre     | Day6                     | Happy                    | 4 428                    |
| —       | 13 octobre    | Pas d'émission           | Pas d'émission           | Pas d'émission           |
| —       | 20 octobre    | Pas d'émission           | Pas d'émission           | Pas d'émission           |
| 1243    | 27 octobre    | Rosé et Bruno Mars       | APT. (en)                | 5 198                    |
| 1244    | 3 novembre    | Rosé et Bruno Mars       | APT. (en)                | 7 460                    |
| 1245    | 10 novembre   | Rosé et Bruno Mars       | APT. (en)                | 7 407                    |
| 1246    | 17 novembre   | Aespa                    | Whiplash (en)            | 5 705                    |
| 1247    | 24 novembre   | Aespa                    | Whiplash (en)            | 5 690                    |
| 1248    | 1er décembre  | Aespa                    | Whiplash (en)            | 5 872                    |
| —       | 8 décembre    | Pas d'émission           | Pas d'émission           | Pas d'émission           |
| 1249    | 15 décembre   | G-Dragon                 | Home Sweet Home (en)     | 5 984                    |
| —       | 22 décembre   | Pas d'émission           | Pas d'émission           | Pas d'émission           |
| —       | 29 décembre   | Pas d'émission           | Pas d'émission           | Pas d'émission           |

### 2025
| Episode | Date       | Artiste        | Chanson                     | Points         | Réf.           |                |
| ------- | ---------- | -------------- | --------------------------- | -------------- | -------------- | -------------- |
| 1250    | 5 janvier  | G-Dragon       | "Home Sweet Home (en)"      | 5 807          | ,              |                |
| 1251    | 12 janvier | G-Dragon       | "Home Sweet Home (en)"      | 5 418          | ,              |                |
| 1252    | 19 janvier | BoyNextDoor    | "If I Say, I Love You (en)" | 5 869          | ,              |                |
| 1253    | 26 janvier | IVE            | "Rebel Heart (en)"          | 6 580          | ,              |                |
| 1254    | 2 février  | IVE            | "Rebel Heart (en)"          | 6 150          | ,              |                |
| 1255    | 9 février  | IVE            | "Rebel Heart (en)"          | 7 588          | ,              |                |
| 1256    | 16 février | IVE            | "Attitude (en)"             | 6 247          | ,              |                |
| 1257    | 23 février | IVE            | "Attitude (en)"             | 5 357          | ,              |                |
| 1258    | 2 mars     | Jisoo          | "Earthquake (en)"           | 5 759          | ,              |                |
| 1259    | 9 mars     | G-Dragon       | "Too Bad (en)"              | 6 788          | ,              |                |
| 1260    | 16 mars    | G-Dragon       | "Too Bad (en)"              | 8 906          | ,              |                |
| 1261    | 23 mars    | G-Dragon       | "Too Bad (en)"              | 5 796          | ,              |                |
| 1262    | 30 mars    | Nmixx          | "Know About Me (en)"        | 5 070          | ,              |                |
| 1263    | 6 avril    | Le Sserafim    | "Hot (en)"                  | 5 411          | ,              |                |
| —       | 13 avril   | Pas d'émission | Pas d'émission              | Pas d'émission | Pas d'émission | Pas d'émission |
| 1264    | 20 avril   | Le Sserafim    | "Hot (en)"                  | 4 556          | ,              |                |
| —       | 27 avril   | Pas d'émission | Pas d'émission              | Pas d'émission | Pas d'émission | Pas d'émission |

## Artistes avec le plus de victoires
| Place            | Artiste(s)        | Nombre de victoires |
| ---------------- | ----------------- | ------------------- |
| 1re              | IU                | 40                  |
| 2d               | Twice             | 36                  |
| 3e               | Big Bang          | 33                  |
| 4e               | BTS               | 32                  |
| 5e               | Girls' Generation | 27                  |
| 5e               | Blackpink         | 27                  |
| 7e               | g.o.d             | 25                  |
| 8e               | Shinhwa           | 24                  |
| 9e               | TVXQ              | 22                  |
| 10e              | Super Junior      | 20                  |
| au 28 avril 2024 |                   |                     |